# Fjord (cheval)
Vous lisez un « article de qualité » labellisé en 2013.
Pour l’article homonyme, voir Fjord.
Le Fjord (bokmål : Fjordhest, nynorsk : Fjording) est une race de petits chevaux originaire de la Norvège. Ses origines sont anciennes et il a peu connu de croisements ; c'est pourquoi le Fjord est considéré comme très pur, descendant de chevaux asiatiques primitifs arrivés en Norvège par l'est. Les Vikings montaient vraisemblablement ses ancêtres pour la guerre. Cheval de traction rustique destiné au travail agricole et au débardage forestier dans son pays d'origine, il gagne en taille au fil du temps. Son talent attelé lui vaut d'influencer la plupart des races de chevaux de trait d'Europe occidentale. Depuis les années 1950, il est exporté dans de nombreux pays, particulièrement au Danemark et en Allemagne, où son élevage est très actif ; puis en Belgique et en France où, jusqu'en 2003, il est considéré comme un poney en raison de sa taille.
Le Fjord possède des robes très semblables, généralement appelées isabelle ou souris en français. Ces robes dues au gène Dun se déclinent dans cinq nuances différentes, très codifiées en Norvège. Grâce à sa robe, ses marques primitives telles que la raie de mulet et les zébrures sur les membres, et sa crinière bicolore généralement taillée en brosse, le Fjord peut-être reconnu sans ambiguïté.
La sélection de la race tend à la recherche de la polyvalence pour les activités d'équitation. Originellement cheval rustique à vocation agricole, il est de plus en plus employé en sport et en loisir, tout particulièrement en attelage et en TREC. Il peut s'essayer à la plupart des disciplines équestres. En équithérapie, grâce à leur caractère sociable et proche de l'homme, certains Fjords ont obtenu des résultats remarquables. Ce cheval est considéré comme un symbole national dans son pays d'origine.

## Étymologie et terminologie
En France, ce cheval est généralement nommé « Fjord ». Le nom norvégien fjordhest (en bokmål, forme principale du norvégien) se traduit par « cheval des fjords », celui de Norges Fjordhest par « cheval des fjords de Norvège », il s'appelle aussi Nordfjordhest (« cheval des fjords du Nord »), en référence à la région à l'ouest de la capitale Oslo, c'est pourquoi l'un de ses autres noms en norvégien est Vestlandshesten, qui signifie « cheval de Vestlandet », du nom de l'Ouest du pays. Les noms Fjording (en nynorsk, forme du norvégien parlée par 10 à 15 % de la population, principalement dans l'Ouest) et Nordbag se rencontrent également. La race est nommée Norwegian dun, Norwegian Pony, West Norway, Westland ou encore Northern Dun en anglais, des noms en référence à sa robe exprimant le gène dun, et à son origine géographique.

## Histoire

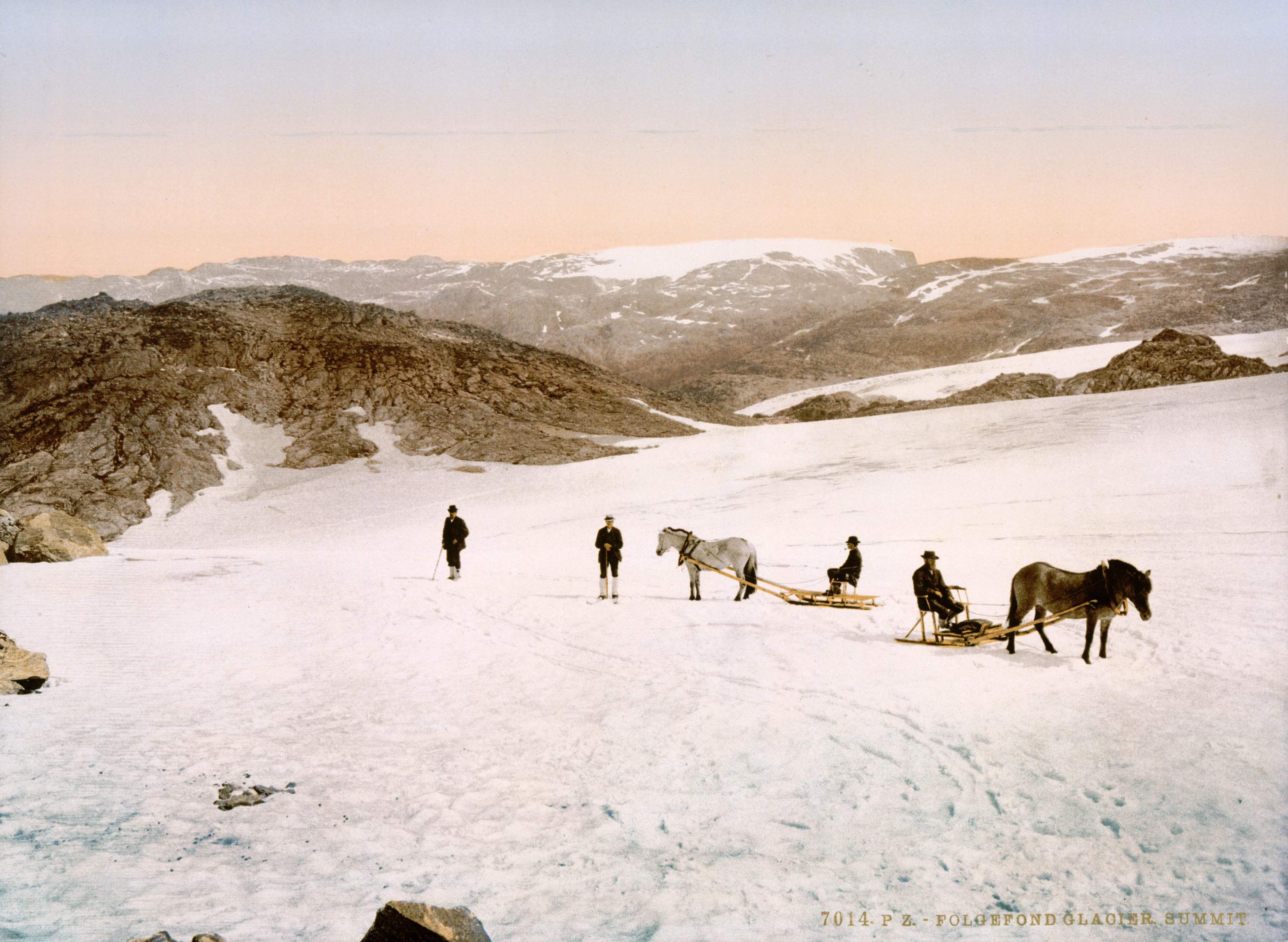
Le glacier Folgefonna à proximité du Hardangerfjord, en Norvège, en 1897.

Le Fjord est l'une des races les plus intéressantes du monde zootechniquement parlant. En effet, il est non seulement très ancien, mais aussi et surtout il a gardé ses caractéristiques originelles. Il appartient aux races dites « de montagne », petits chevaux de travail polyvalents à vocation agricole, désormais de plus en plus reconvertis dans le sport et les loisirs.

### Origine
Peu d'informations sont disponibles concernant les origines de la race. L'opinion a longtemps voulu qu'il descende à la fois du cheval de Przewalski (en raison de son apparence assez proche de ce dernier) et du Tarpan,, mais les études génétiques récentes indiquent que le Przewalski n'est pas l'ancêtre des chevaux domestiques. Cette théorie a été abandonnée par l'association internationale de la race, en dépit des similitudes de robe entre Fjords et Przewalskis, pour ne retenir que le Tarpan.
Un autre courant de pensée, défendu depuis les années 1900 et présent entre autres dans l'encyclopédie Larousse du cheval, postule qu'il a évolué à partir de poneys celtes au profil concave. Ces poneys seraient également les ancêtres de l'Islandais, du poney des îles Féroé et de la plupart des races mountain and moorland des îles Britanniques, en raison de fortes similitudes entre elles.
D'après les recherches du spécialiste norvégien de la race Tor Nestaas, il est admis que ces chevaux sont arrivés par l'est en Norvège, et que des équidés sauvages peuplaient le sud de la Suède et le Danemark durant la dernière période glaciaire. Selon une opinion commune, les migrations de chevaux asiatiques vers le Nord de la Norvège, il y a 4 000 ans, seraient à l'origine des ancêtres du Fjord, mais cette information n'est pas vérifiée scientifiquement. Le berceau du Fjord se situe dans la région de Vestlandet, dans l'Ouest, où il serait élevé de façon sélective depuis 2 000 ans (d'abord par les Vikings). Cette sélection fait du Fjord une race reconnue comme très pure,, en effet les possibles croisements semblent n'avoir pas laissé de traces.

### Jusqu'à la fin duXIXesiècle

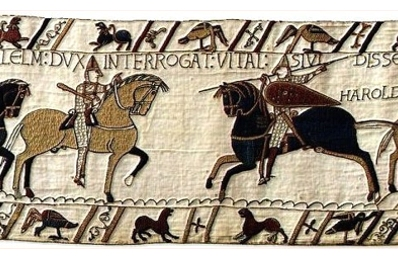
Ce cheval de la tapisserie de Bayeux (à gauche), appartenant aux Normands, montre selon Lætitia Bataille une ressemblance étrange avec la race Fjord (couleur du corps et des crins, crinière taillée en brosse, taille plus réduite que les chevaux représentés en noir, qui ont la crinière longue).

Le Fjord est employé par les Vikings pour la guerre, d'après des gravures rupestres et des pierres runiques sur lesquelles les chevaux représentés lui ressemblent. En effet, sa crinière en arc de cercle et sa couleur de robe permettent de l'identifier quasiment à coup sûr, même en comparaison avec d'autres chevaux « norrois ». Sa taille relativement peu élevée n'empêche d'ailleurs pas les spécialistes du Moyen Âge de penser qu'il ait pu servir comme destrier. Le Fjord fait l'objet depuis le XVIIIe siècle d'une sélection visant à accroître sa taille.

#### Apparence et ancien rôle
Avant le premier véritable programme de sélection (vers 1885), la robe du Fjord présente davantage de variations de couleurs que de nos jours. Il est plus petit, toisant en moyenne 1,25 m à 1,30 m. Le Fjord est un cheval de travail utilisé dans les fermes ou dans le transport postal et de marchandises. Attelé à divers véhicules hippomobiles tels que chariots, tombereaux, traîneaux et charrues, il est sélectionné sur sa sûreté de pied, lui permettant d'emprunter sans encombre les pistes montagnardes les plus étroites et les plus dangereuses. Le dimanche, il est monté pour se rendre à l’église. Les registres de cette période conservent la trace d'une forte proportion de poulains kvit, c'est-à-dire de couleur crème aux yeux bleus.
De sa sélection pour le travail, le Fjord hérite d'un dos long, d'une courte encolure épaisse et de ganaches chargées. Le modèle évolue en fonction des régions dans lesquelles il est élevé, et de l'utilisation qui en est faite. Des variations de taille s'observent entre chevaux du Nord de la Norvège et chevaux du Sud : les animaux de Nordfjord et Sunnmøre sont plus charpentés et plus fournis en crins et en fanons. Ceux de Sunnhordland sont plus petits et présentent davantage de raffinement. Les deux types, Sunnmøre et Fjordane, sont à l'origine des deux principales lignées existantes chez la race de nos jours. Les types de la race ont pu être plus nombreux et d'origines légèrement différentes les unes des autres. Le Fjord est répandu dans la région côtière du sud-ouest de la Norvège, et dans la vallée du Gudbransdal.

#### Influence du Fjord sur d'autres races
Les contacts réguliers avec l'Islande (en particulier au IXe siècle) et les îles Britanniques permettent aux chevaux Fjords d'influencer le cheptel de ces régions. Son sang coule dans les veines de nombreuses races de trait européennes (quasiment toutes les races de trait modernes d'Europe occidentale descendent, en partie au moins, de Fjords) ainsi que bon nombre de poneys, parmi lesquels le Highland, l'Exmoor et l'Islandais,. Au XVIe siècle, les Danois commencent à en importer, et 3 000 de ces chevaux rustiques gagnent le Danemark dans les années 1900, pour servir à la traction.

#### Organisation de l'élevage en Norvège

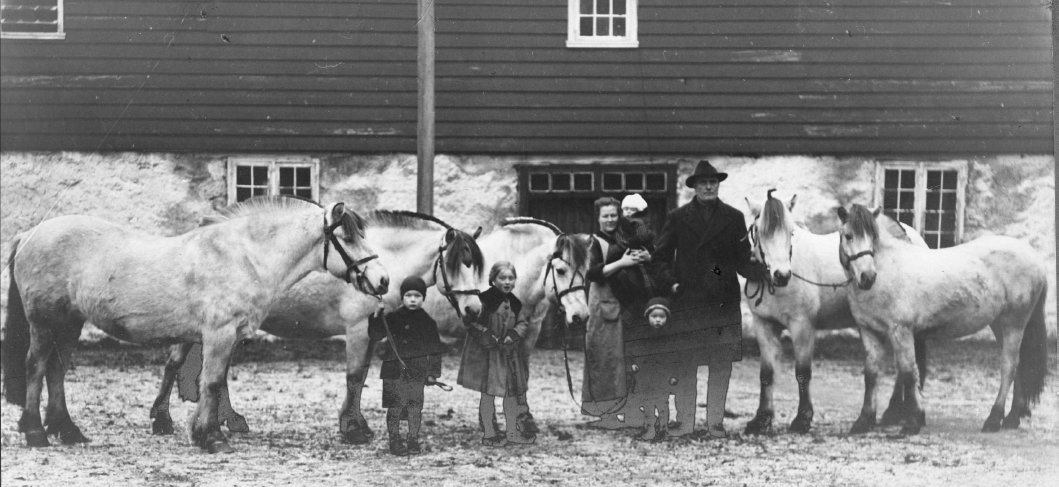
Fjords à Rosendal Avlsgard (Norvège) en 1922.

L'élevage s'organise en Norvège durant la décennie 1840-1850. En 1843, un haras national est créé à Hjerkinn, avec une base de six juments et d'un étalon. L'objectif est d'améliorer la race afin de répondre à des besoins utilitaires. Le gouvernement norvégien décide d'acheter des étalons améliorateurs. Des croisements avec des Døle Gudbrandsdal sont pratiqués dans le Vestlandet, en particulier sous l'impulsion de l'agronome d'état Johan Lindquist. Croyant nécessaire d'améliorer les chevaux Fjords, lorsqu'il ne peut pas trouver d'étalon de la race qu'il pense propice à la reproduction, il emploie des Døle. Entre 1870 et 1880, le gouvernement acquiert des étalons de qualité, qui stationnent dans les principaux haras de Norvège occidentale. Les comtés achètent leurs propres étalons, et ceux-ci voyagent. Le dernier étalon national disparaît en 1937.
Deux étalons imprègnent fortement la race. Rosendalborken l 8, né en 1863, est un représentant du type léger, présenté en Allemagne à l'âge de 20 ans, où il fait sensation. Njål 166, né en 1891 dans la kommune de Stryn et représentant du type de Sogn og Fjordane, stationne comme étalon dans le Stryn de 1896 à sa mort en 1910. Il est actuellement présent dans toutes les lignées Fjord du monde. En 1907, un débat s'ouvre sur l'influence des croisements avec le Døle Gudbrandsdal, en particulier l'étalon Rimfakse 146. Les croisements sont interdits, la race est restée exempte de toute influence étrangère depuis.
Le premier show de la race se tient à Førde en 1864, et jusqu'en 1875, il est organisé en alternance dans trois comtés norvégiens, Møre og Romsdal, Sogn og Fjordane et Hordaland. En 1869, la première exposition norvégienne de Fjords en race pure est organisée. Après 1875, deux présentations annuelles ont lieu, y compris dans le sud-ouest du Rogaland. À partir de 1895, elles sont organisées dans chacun des quatre comtés de l'Ouest. En 1890, de nombreuses organisations locales de reproduction pour le cheval Fjord ont été établies.

### XXeetXXIesiècles

#### Situation en Norvège

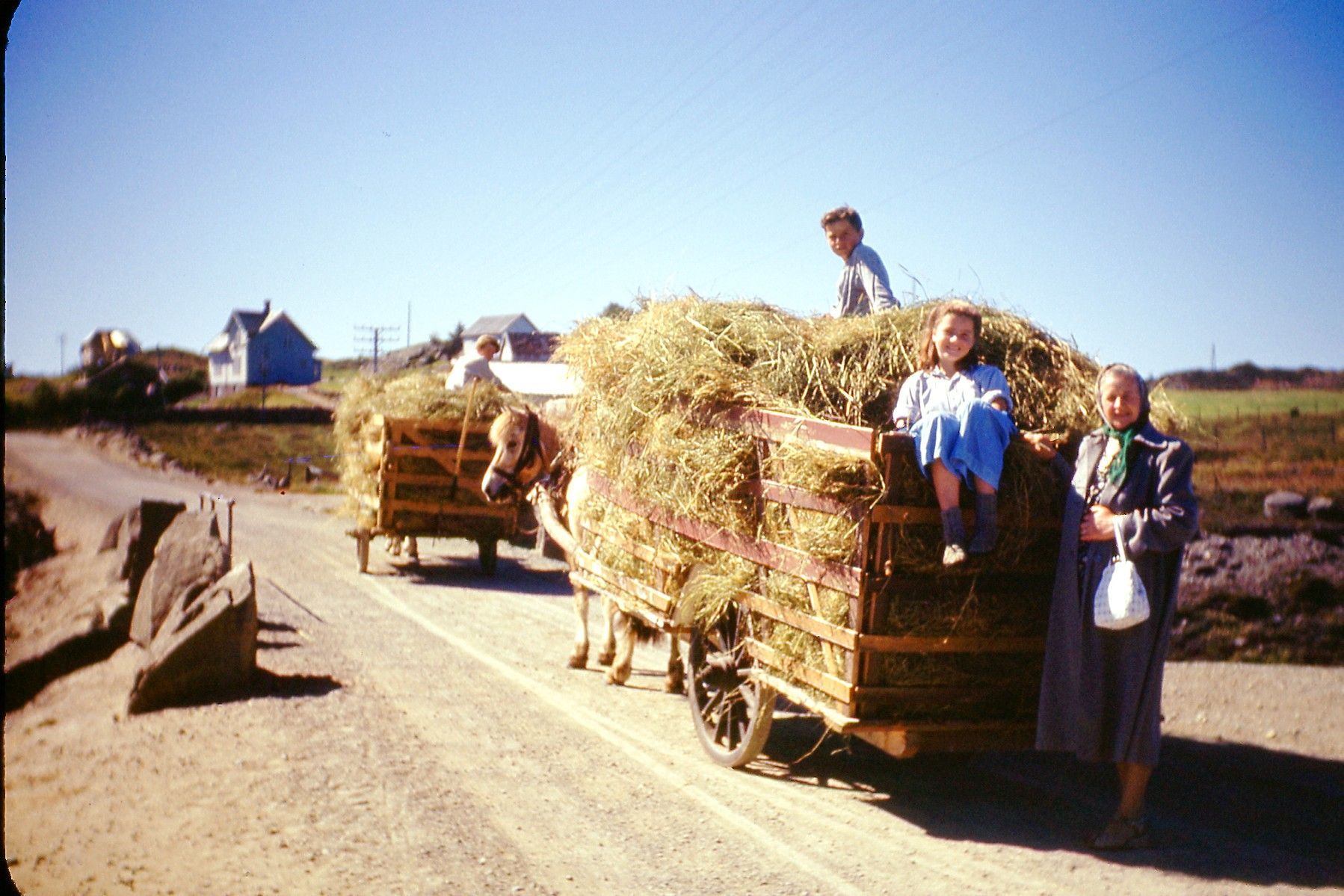
Transport du foin dans une charrette tractée par un Fjord en Norvège, en 1950.

Grâce à sa rusticité, sa docilité et sa grande capacité de travail, ce petit cheval s'est répandu dans un grand nombre d'exploitations agricoles de l'Ouest de la Norvège avant la motorisation. Un pic de population est atteint en 1920, avec 202 000 chevaux (toutes races confondues) dans le pays. Le Fjord participe vraisemblablement à certaines expéditions d'exploration de Roald Amundsen et Robert Peary. Jusqu'à la Seconde Guerre mondiale, il est mis au travail dans sa région montagneuse d'origine. Il transporte aussi des chargements entre les navires et les villages. Dans les années 1900, l'élevage du Fjord s'est en effet orienté vers l'agriculture, et le type plus grand de la côte nord-ouest, apte à la traction, a pris le dessus sur le type plus léger de la côte sud-ouest. L'encolure est devenue plus courte. Il est difficile de connaître le nombre de Fjords au début du XXe siècle. Il est certain que pendant la Seconde Guerre mondiale la race est très demandée, plus de 12 000 juments sont répertoriées en 1943.
À partir des années 1960, l'arrivée de la motorisation agricole et des transports automobiles a particulièrement affecté le Fjord. Les effectifs de la race ont alors fortement diminué. En 1965, ces chevaux sont dispersés dans de petites exploitations agricoles. Dans le but de faire naître un intérêt national pour la race, le gouvernement norvégien investit dans des expositions consacrées à ce cheval.
Les travaux gouvernementaux sur la race débutent vers 1900 et le premier stud-book est ouvert en 1910 en Norvège,, grâce au concours de Det Kongelige Selskap for Norges Vel (Société royale norvégienne de développement). Il englobe 308 étalons nés entre 1857 et 1904. Le Statens Stambokkontor (bureau gouvernemental du Studbook) est créé en 1918 sous l'autorité du ministère de l'agriculture pour en prendre la gestion en charge. Des conseillers d'élevage supervisent la bonne tenue du cheptel. En 1922, le consultant Jens Nordang reçoit la responsabilité globale de cet élevage,. Avant 1941, tous les étalons peuvent être mis à la reproduction. La loi Lov om Karing av alshingstar limite leur utilisation en interdisant les animaux non « licenciés », mais un propriétaire peut continuer à utiliser son propre étalon, licencié ou non, sur ses propres juments, jusqu'en 2000. Jusqu'en 1989, le stud-book de la race est réservé aux juments et étalons reproducteurs « d'élite »,.
Les systèmes d'élevage gouvernementaux sont peu à peu démantelés et les fonds transférés aux associations d'éleveurs locaux. Les groupes d'intérêts privés, en 1943, détiennent 165 étalons. La première association est créée dans les années 1980. De nombreuses sociétés locales ont fusionné, avec notamment parmi elles Nordfjord Fjordhestlag, fondée en 1919. Les autres se sont formées dans les années 1930 et 1940. Toutes ces associations se sont réunies dans la Norges Fjordhestlag (Société norvégienne du cheval Fjord, NFL), en 1949. La NFL est elle-même à l'origine de l'organisation Fjord Horse International, créée en 1997. En 2001, 51 associations locales sont répertoriées.
En 1993, le Norsk Hestesenter prend en change le Fjord. Norsk Hestesenter (le Centre norvégien du cheval Fjord - NHS), créé en 1986, regroupe la majorité des élevages et organisations équestres norvégiens. En 1994, un règlement d'approbation en race pure est introduit suivant les règles de l'Union européenne. Un plan d'élevage en race pure est adopté en 1995, la convention de Rio sur la diversité biologique a reconnu la Norvège comme pays responsable du maintien des caractéristiques de la race.

#### Exportations

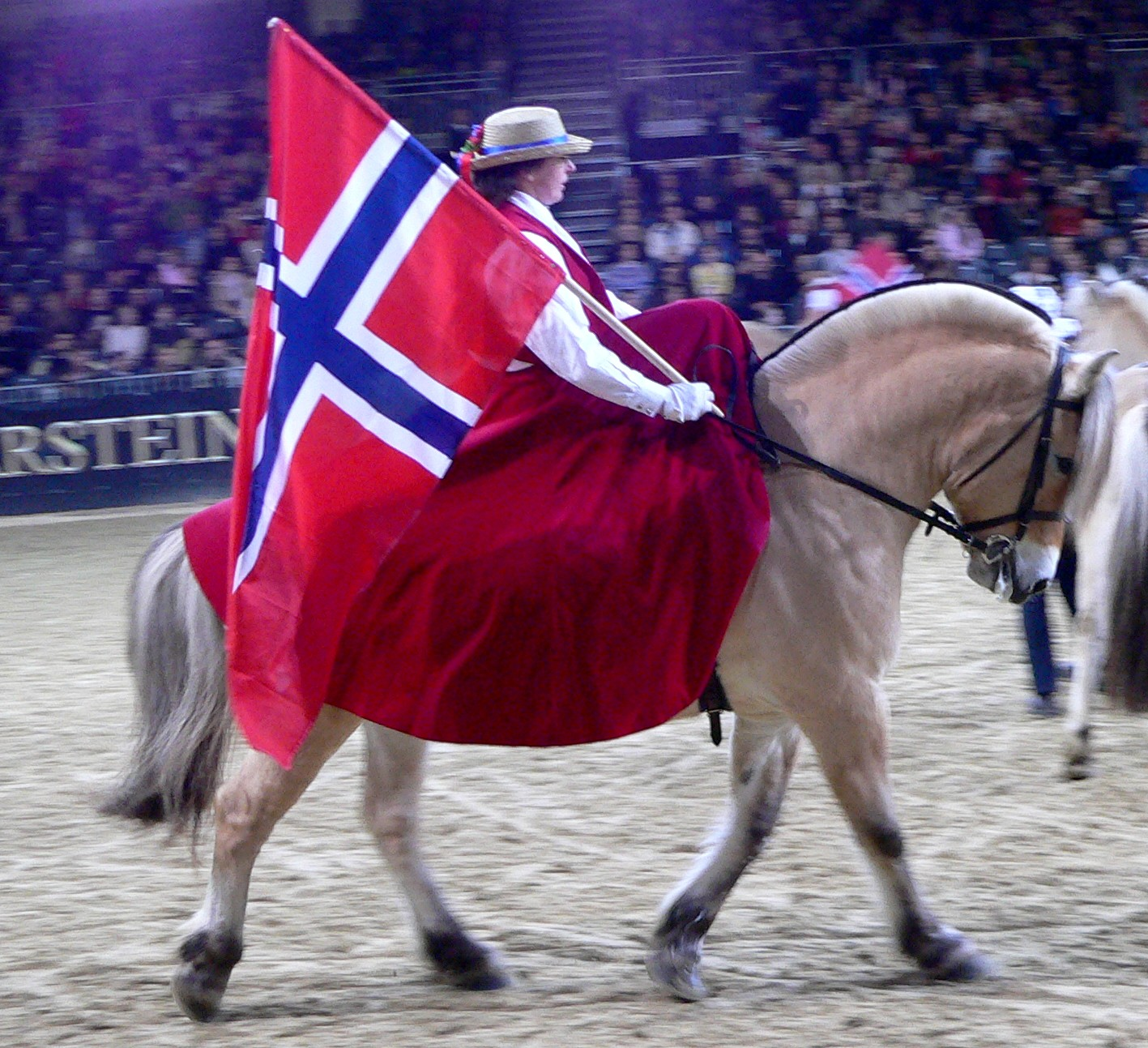
Fjord présenté en costume traditionnel norvégien à Equitana en Allemagne.

Depuis le milieu du XXe siècle, le Fjord est élevé dans de nombreux autres pays qui ont des associations de race reconnues et leurs stud-books. Ce phénomène est dû à une commercialisation accrue de la race, comparable à celle qui touche le Haflinger autrichien à la même époque,. Le plus ancien stud-book étranger est celui du Danemark, Fjordhesteavlen i Danmark, qui date de 1941, le pays ayant toujours apprécié cette race. L'association nationale du Fjord s'y constitue plus tardivement, en 1969. La race gagne ensuite les Balkans, l'Allemagne, la Grande-Bretagne, la Suisse et la Belgique. En Allemagne, la première présentation d'un cheval Fjord se fait lors d'un salon agricole en 1883, mais il faut attendre 1940 pour voir une première grande importation de 18 chevaux Fjord. Aux États-Unis, les premiers Fjords arrivent dans les années 1950. Il s'agit d'un groupe de 22 chevaux, tous d'excellents animaux d'élevage. L'association américaine se constitue en 1977. Les Néerlandais importent 50 sujets de la race depuis le Danemark en 1954 lors d'une recherche de chevaux agricoles, et créent le Het Nederlandse Fjordenpaarden Stamboek l'année suivante, mais les Fjords y sont déjà présents en nombre dès le début des années 1950. L'association suédoise de la race (Svenska fjordhästföreningen) se constitue en 1961.
Le Fjord est importé en France depuis les Pays-Bas sur initiative privée en 1969, en plein « phénomène poney » (ce qui explique son enregistrement initial parmi les poneys), la lignée de Oostman se développe. C'est aussi la date de la création de l’Association française du Poney Fjord (AFPF). Il fait d'abord le bonheur des randonneurs au long cours, puis dans les années 1990 celui des meneurs d'attelages. Le Fjord est depuis 2003 reconnu comme un cheval. En 2007, une jument représentante de la race a fait le tour de France (7 000 km) en faveur de la recherche contre les maladies orphelines. En Belgique et en Suisse, il faut attendre 1975 pour voir la constitution d'une association nationale de la race.

## Description

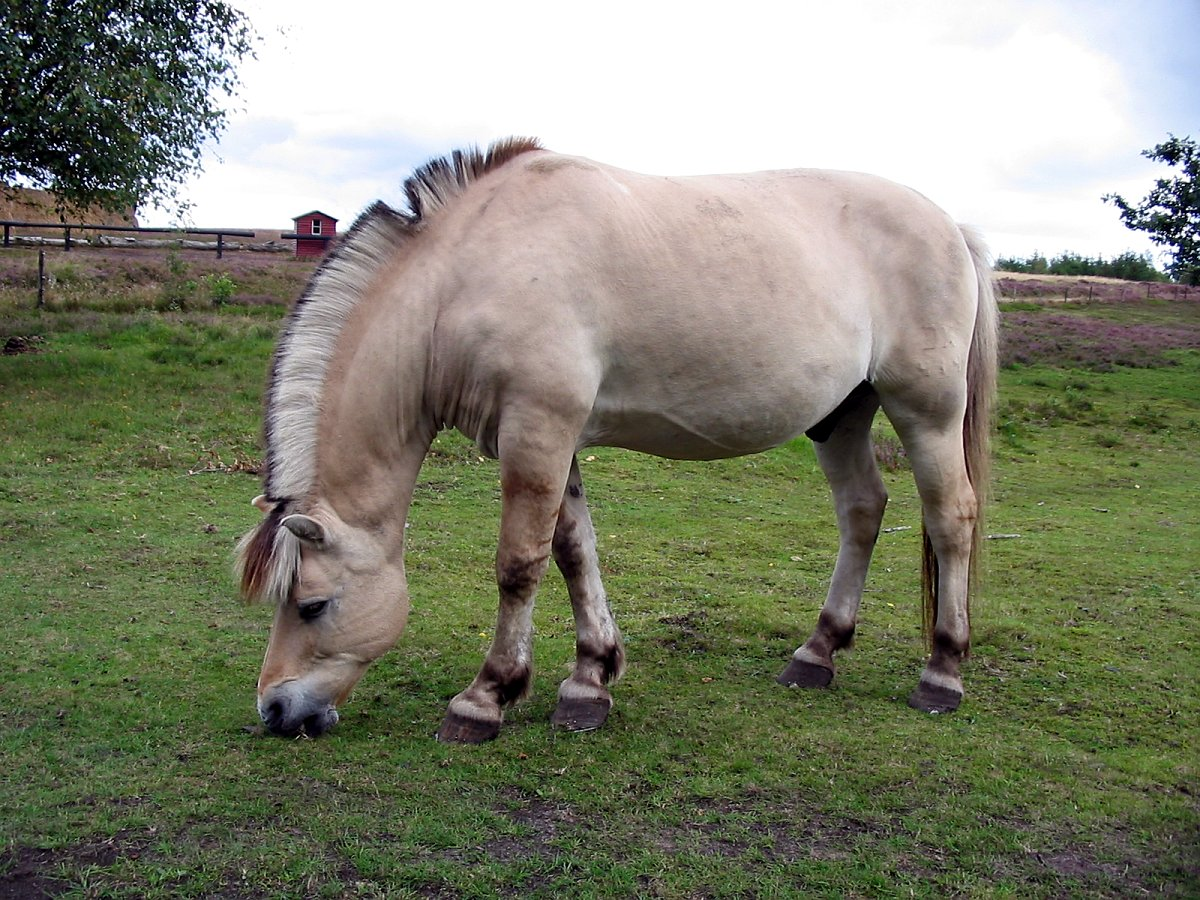
Fjord pâturant au musée danois de plein air « Hjerl Hede ».

Le Fjord est, de toutes les races de chevaux, l'une des plus simples à reconnaître, en raison de sa robe, de la coupe « punk » de sa crinière et de sa morphologie. Sa conformation se distingue en effet de beaucoup d'autres races puisqu'elle rappelle le cheval de trait pour ce qui est de la masse musculaire et des os, avec une taille plus réduite et une plus grande agilité.

### Morphologie
Aux origines, le Fjord est une race de chevaux trapus, qui par la sélection a évolué vers des individus de taille plus importante et aux allures plus souples,. Toutefois, le Fjord conserve de ses origines un modèle compact et fort, sa carrure reflétant la grande force qu'il peut déployer.

#### Taille et poids
La taille désirée se situe entre 1,35 m et 1,50 m, mais il n'existe aucune limite supérieure ou inférieure,. En raison de l'engouement pour le modèle de selle, les sujets d'1,55 m ne sont plus rares. Les chevaux allemands et norvégiens sont généralement un peu plus grands que les français. Comme d'autres races de hauteur intermédiaire entre cheval et poney, le Fjord est, en raison de sa morphologie, considéré comme un cheval quelle que soit sa taille. En revanche, lors de compétitions, sa taille le fait concourir dans la même catégorie que les poneys. Le poids va de 400 à 500 kg.

#### Tête

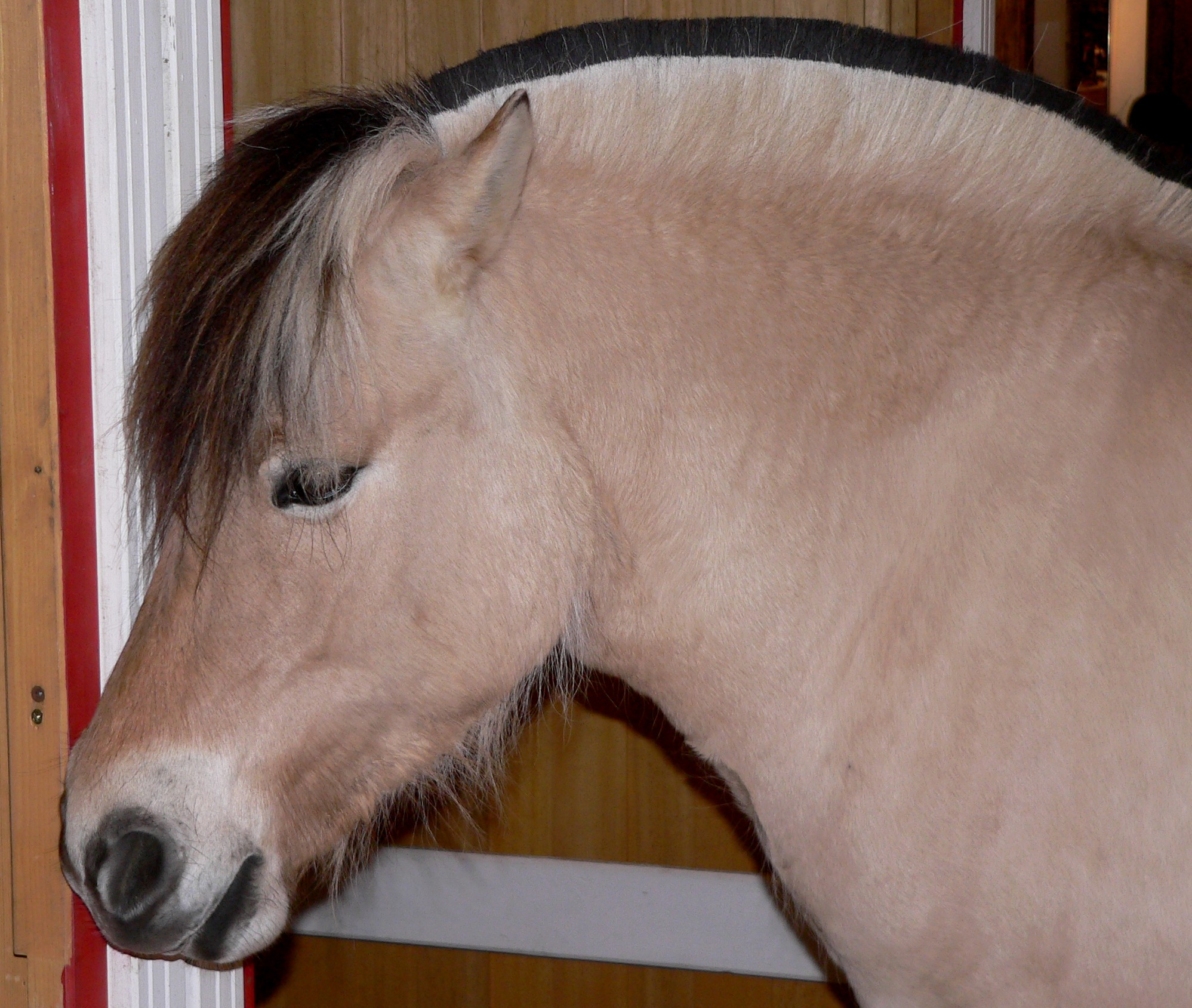
Tête d'un Fjord.

Le Fjord possède une vraie tête « de poney », de petite taille, aux traits secs et dotée d'un bout de nez carré. Certains sujets peuvent posséder une tête lourde et chargée de ganaches, peu recherchée. Harmonieuse et expressive, la tête est surmontée de petites oreilles droites bien écartées, courbées vers l'extérieur et portant une tache plus foncée. Il possède de grands yeux sombres, eux aussi bien espacés,,,. Le crâne est large et court, avec un front large et plat, et un chanfrein légèrement concave ou rectiligne. Les naseaux sont bien ouverts. Les ganaches sont accentuées mais ne doivent pas être trop lourdes, et l'attache au niveau de la tête est légère. L'une de ses particularités distinctives est un bout de nez plus clair que le reste de la tête, dû à l'action du gène pangaré.

#### Avant-main, corps et arrière-main

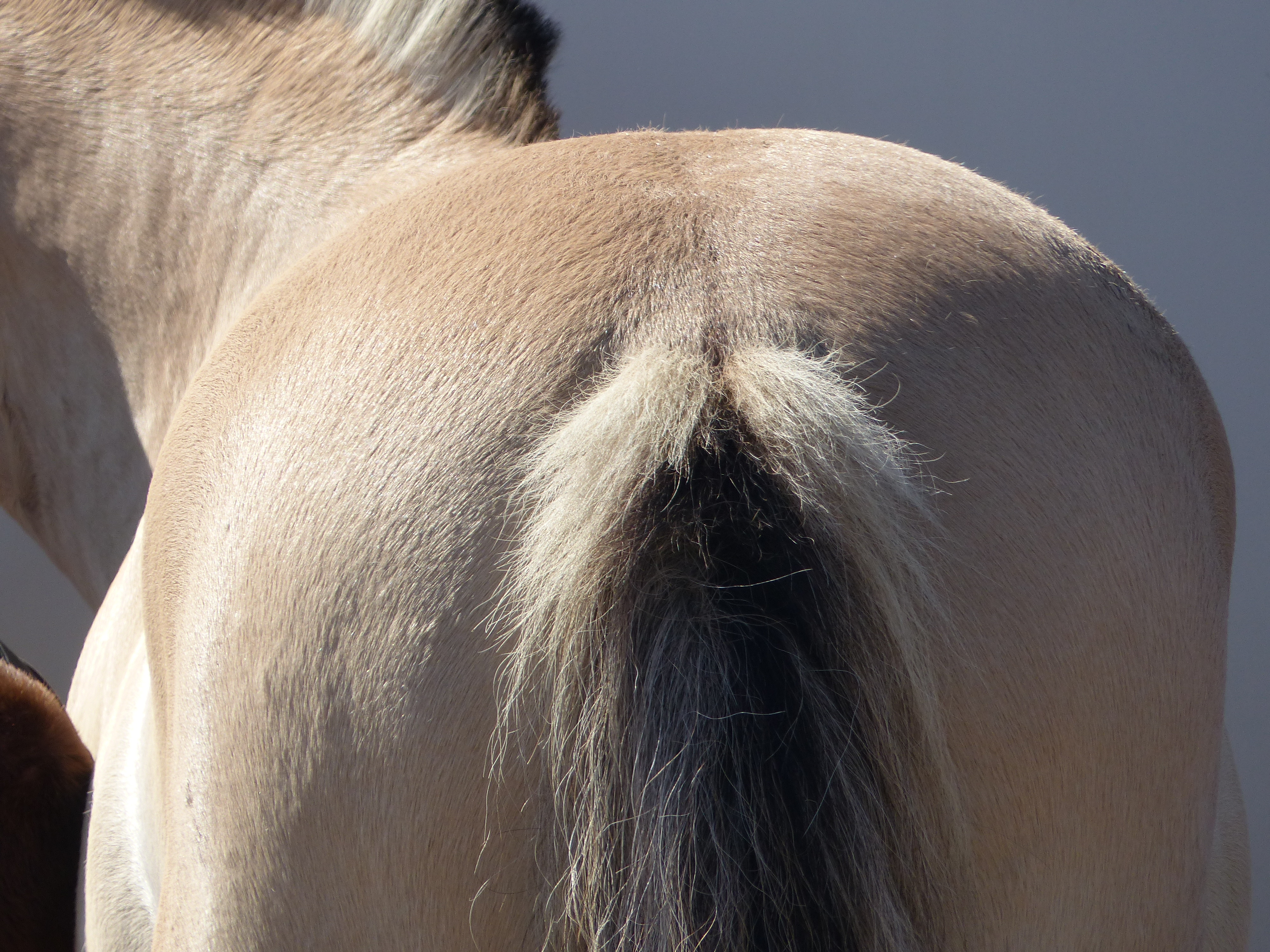
Croupe et queue d'un Fjord.

L'encolure est très forte, bien qu'un peu courte, robuste et très musclée, mais parfois légèrement rouée,, elle est recherchée longue chez les chevaux destinés à la selle ou au bât. Elle ne doit pas être trop lourde, en raison de la raréfaction des Fjords de traction agricole. Elle illustre aussi un fort dimorphisme sexuel, celle du mâle étant très épaisse. Les épaules lourdes sont faiblement obliques mais ne manquent pas d'une action libre remarquable, elles étaient traditionnellement droites chez les chevaux de traction agricole. Le garrot est peu prononcé (comme c'est fréquemment le cas chez les chevaux de montagne), le poitrail et le passage de sangle profonds,. La cage thoracique est bien éclatée. Le dos est court à modérément long, les reins sont courts, et bien musclés, la croupe est variable mais doit être proportionnelle au reste du corps. Les hanches sont longues, profondes et développées.

#### Membres et crins
Jambes et avant-bras sont larges et musclés, genoux sont développés et plats sur l'avant. Les cuisses sont fortes, bien musclées avec beaucoup de chair. Les membres sont courts, puissants, vigoureux et possèdent d'excellentes articulations,. Les paturons sont forts, longs et inclinés, ce qui induit des allures élastiques et confortables. Les pieds, d'excellente qualité, possèdent une corne très dure. La crinière est naturellement abondante lorsqu'elle n'est pas taillée. La queue, portée modérément haute, est épaisse et bouffante. La présence de quelques fanons au bas des jambes est normale, toutefois, le standard de la race les déconseille s'ils sont trop abondants, en effet ils dénotent une ascendance de cheval de trait. Le pelage du Fjord devient particulièrement dense et épais en hiver, en raison du climat rude de son pays originel.

### Robe

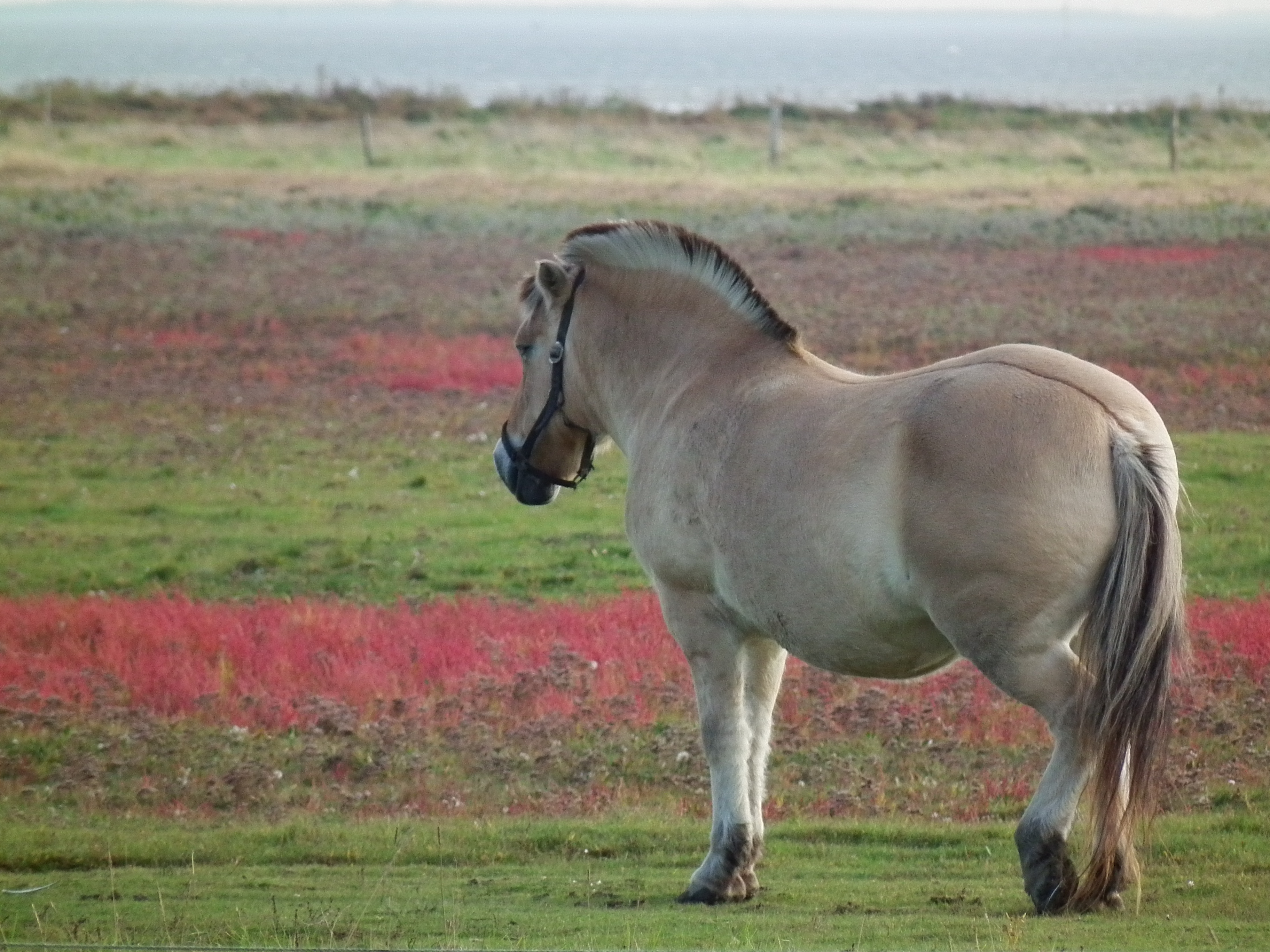
La raie de mulet, cette ligne sombre qui parcourt le dos jusqu'à la queue, est ici bien visible.

La robe du Fjord et ses marques primitives sont les caractéristiques les plus typiques de la race, c'est en effet l'une des très rares races sélectionnées par l'homme ayant gardé son phénotype originel. Les différentes variantes de robe du Fjord peuvent être ardues à distinguer les unes des autres, de plus les termes officiels employés pour les décrire sont inhabituels, puisque issus du norvégien. Suivant la nomenclature française, la robe du Fjord est classée avec les isabelle dans la grande majorité des cas, bien qu'il soit en réalité bai dun car porteur du gène, et souris plus rarement. Le stud-book du Fjord encourage la préservation des cinq nuances de robe reconnues. Les sabots du Fjord sont le plus souvent noirs, mais peuvent présenter une teinte brun pâle chez les chevaux aux robes les plus claires.

#### Reconnaissance génétique

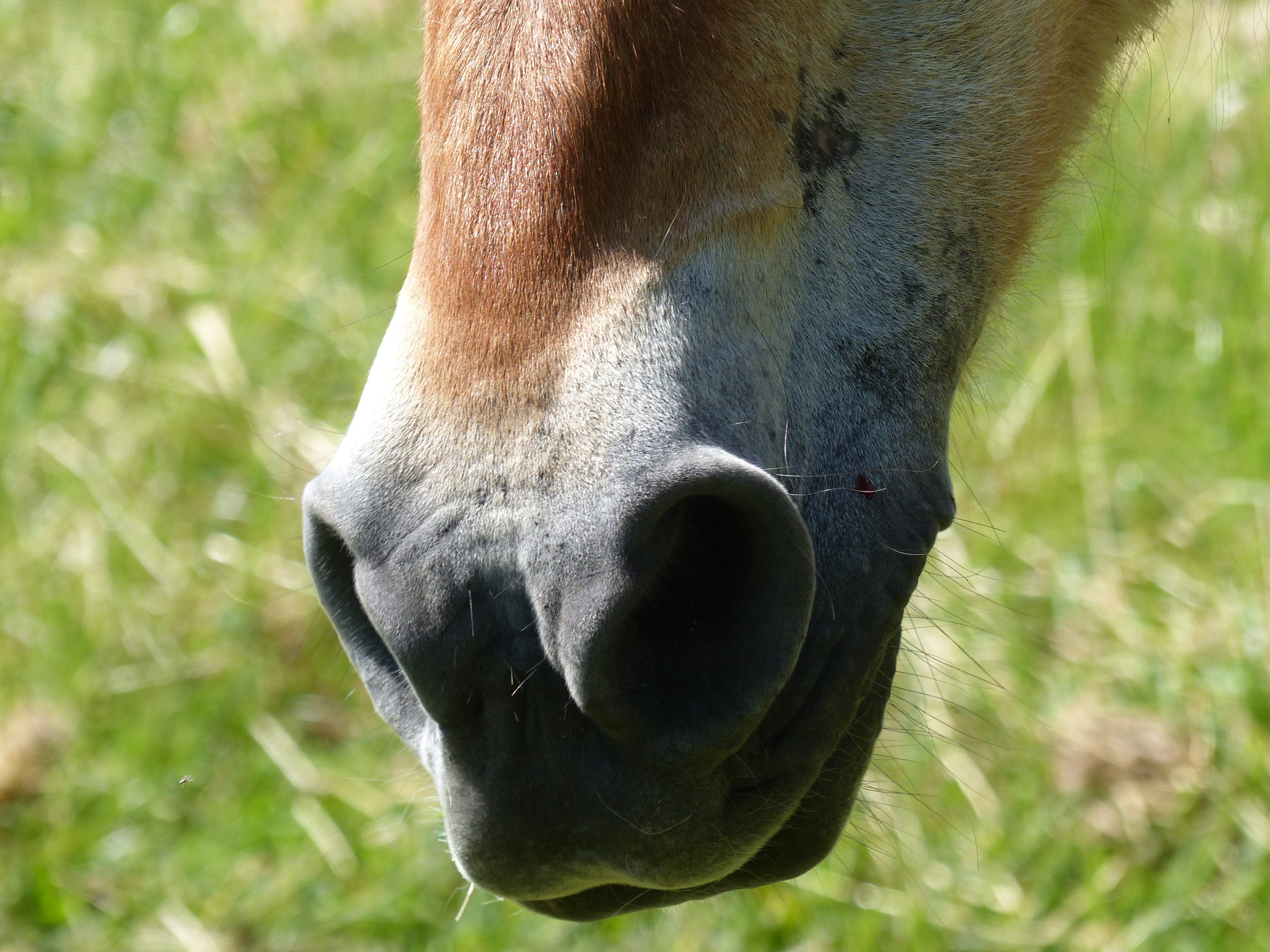
Détail du pangaré sur le museau

Génétiquement parlant, la robe du cheval Fjord est due au gène dun, tous les chevaux de la race en sont porteurs,,. Le gène dun donne une couleur du corps allant du fauve au doré très pâle en passant par le gris souris, avec des points de couleur plus foncés et des marques primitives.
La grande majorité des Fjords sont bai dun. Les autres sont alezan dun ou souris. Les deux dernières robes admises illustrent l'influence du gène crème. Le gène Dun est un gène de dilution dominant. Les Fjords étant tous phénotypiquement dun, ils sont vraisemblablement homozygotes. Aucune étude génétique ne s'est penchée spécifiquement sur le cas de la robe des Fjords, mais s'ils ne sont pas tous homozygotes pour le gène dun, des animaux de robe sombre (bais, noirs...) devraient naître occasionnellement chez la race, ce qui n'est pas le cas. Des robes sombres ont existé par le passé, mais la sélection de la race a favorisé un phénotype dun.
Quelques Fjords, plus rares, expriment le gène Crème, qui en agissant avec le gène Dun, est à l'origine des robes les plus claires chez la race. Les Fjords possèdent aussi les traits du pangaré, comme le prouvent la décoloration du bout de nez, du ventre, de l'intérieur des jambes et du contour des yeux.

#### Les cinq nuances officielles
Le standard norvégien de la race, contrairement à la nomenclature française, reconnaît cinq robes au Fjord. Ces nuances sont officiellement connues depuis 1922 et grâce à une vaste étude menée en 1980,,,. Depuis, elles ont été confirmées par les recherches génétiques :
- le Brunblakk est la robe la plus répandue. Elle tire sur le brun clair (avec des variations allant d'une teinte crème foncé à une teinte alezan clair) et contient beaucoup de crins sombres. Les marques primitives sont foncées. C'est la robe qui correspond génétiquement au bai, dilué par le gène dun. Elle représente 85-90 % du cheptel[55] ;
- le Rodblakk est un alezan tirant légèrement vers l'alezan clair, un peu doré, avec peu de crins noirs. Les marques primitives sont d'un brun assez clair. Il s'agit d'une robe de base alezane diluée par le gène dun. Elle correspond à 5 % du cheptel[55] ;
- le Gra est un gris souris clair avec des crins noirs assez abondants. Le ton du gris va du très clair au très foncé. Les marques primitives sont gris foncé à noires. Il s'agit d'une robe de base noire diluée par le gène dun. Très populaire en Allemagne dans les années 1980, cette robe n'a été admise en France que tardivement[52]. Elle correspond à 5 % du cheptel[55] ;
- l’Ulsblakk est un crème, avec bande de crins et marques primitives brunes à noires. Il s'agit d'une robe de base baie modifiée par le gène dun et un unique allèle du gène Crème[51]. Elle correspond à 3 % du cheptel[55] ;
- enfin, le Gulblakk est la robe la plus rare. Le cheval est quasiment crème avec de rares crins bruns. C'est génétiquement une robe de base alezane modifiée par le gène dun et un gène de dilution crème supplémentaire[51]. Les crins peuvent être complètement blancs et les marques primitives indistinctes[47]. Elle correspond à 0,5 % du cheptell[55].

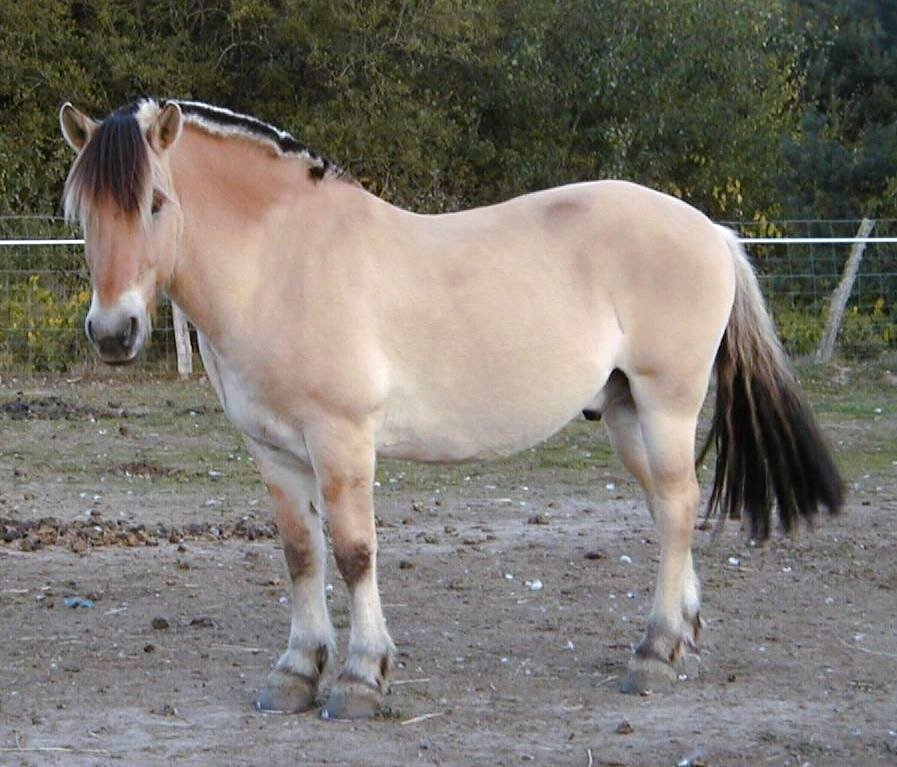
Fjord dans son paddock présentant une robe Brunblakk.
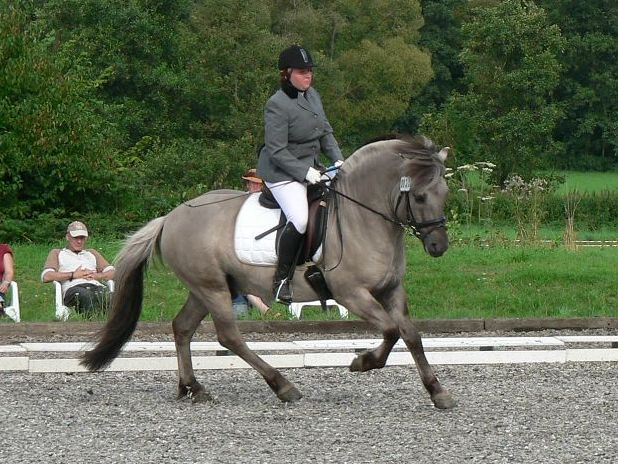
Étalon Fjord portant une robe Gra.
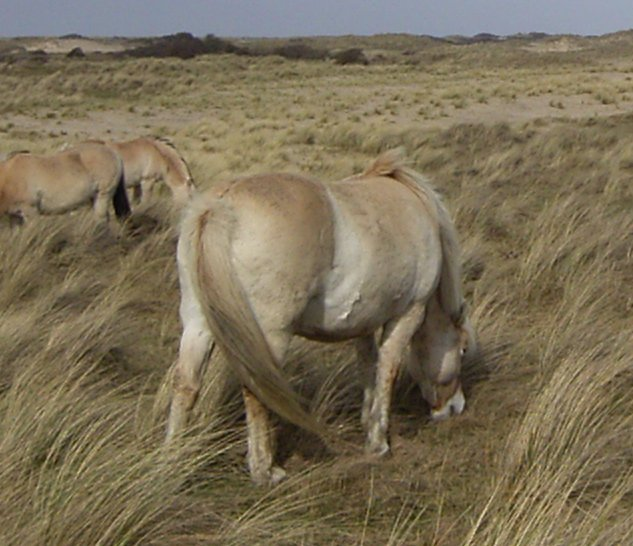
Fjord présentant une robe Rodblakk caractérisée par ses poils très clairs.

#### Kvit

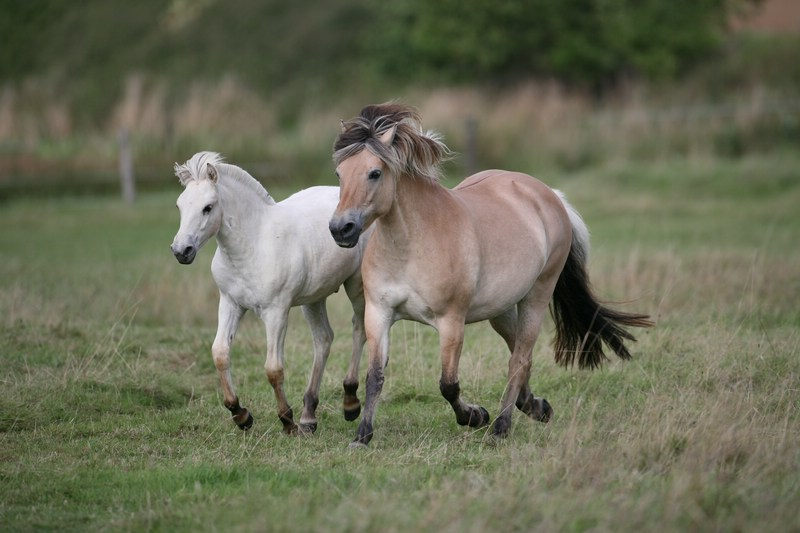
Ce poulain Fjord est vraisemblablement porteur d'une dilution crème, mais il ne s'agit toutefois pas d'un Kvit.

En plus des cinq robes reconnues toutes porteuses du gène dun, il arrive que des chevaux Fjord naissent porteurs d'une double dilution avec les allèles du gène crème (CCr). Quelle que soit sa robe de base, le cheval naît entièrement crème aux yeux bleus. Cette robe est nommée kvit (« blanc ») en norvégien, elle correspond aux robes nommées crème ou perlino chez les autres races. Une double dilution crème rend forcément les marques primitives du gène Dun invisibles, même si elles sont présentes dans le génotype. Dans le standard de la race Fjord, le Kvit est considéré comme indésirable, ce qui en fait une robe à l’occurrence extrêmement rare en raison de la sélection visant à éviter son apparition. En dépit de cette sélection, le kvit est une robe qui appartient au pool génétique du cheval Fjord, naturellement porteur du gène crème. Un Fjord de robe kvit naît occasionnellement si deux chevaux porteurs d'une copie du gène crème sont croisés entre eux, comme un ulsblakk et/ou un gulblakk.

#### Marques primitives

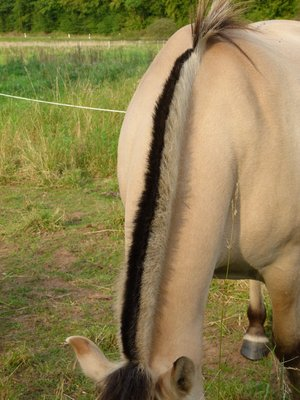
Bande foncée caractéristique au milieu d'une crinière taillée en brosse.

Des marques primitives existent chez la race. D'après l'étude de l'université d'Oklahoma, elles sont systématiquement présentes, mais selon d'autres sources (notamment l'association française de la race), tous les individus n'en possèdent pas bien qu'elles soient appréciées et recherchées. La bande foncée au milieu de la crinière, du toupet et de la queue est la plus fréquente et caractéristique. Une raie de mulet sombre naissant derrière les oreilles, faisant une bande noire au milieu de la crinière et allant jusqu'aux crins de la queue est fréquente. Le Fjord peut également présenter des zébrures aux membres, plus ou moins visibles selon la saison. D'autres marques primitives apparaissent également, mais de façon beaucoup plus rare. On constate ainsi parfois la présence d'une bande cruciale, de la couleur de la raie de mulet, qui va d'une épaule à l'autre. Une autre particularité rare se désigne sous le terme de « marques de Njal » (Njals-merke) en l'honneur de l'étalon fondateur qui les portait. Il s'agit de petites taches brunes que l'on retrouve sur le corps, les cuisses ou les joues de l'animal,,. Fjord Horse International estime qu'il est important de préserver toutes ces marques.

#### Marques blanches
Les marques blanches sont rares,, elles sont notées très précisément chez tous les chevaux enregistrés par écrit. Une petite étoile en-tête est acceptable pour les juments mais toutes les autres marques blanches et zones de peau rose sont interdites. La Norges Fjordhestlag (Association norvégienne du Fjord) a décidé en 1982 que les étalons de tous âges dont les marques blanches dépassent une petite étoile en tête seraient refusés.

#### Particularités des crins
Les chevaux Fjord présentent beaucoup de crins clairs sur les côtés extérieurs de leur crinière et de leur queue, qui tranchent avec la couleur plus sombre des crins du centre, de manière beaucoup plus évidente que chez les autres chevaux porteurs du gène dun. Les spécialistes de la race nomment les crins sombres du centre de la crinière midtstol, d'après un terme norvégien. Les crins sombres du centre de la queue se nomment quant à eux halefjær.
Une pratique très fréquente consiste à couper l'abondante crinière du Fjord en arc de cercle en gardant une longueur de cinq à dix centimètres, coupe dite « en brosse », sans toucher au toupet. S'il s'agit d'une tradition, cette pratique a également des raisons esthétiques et pratiques. Cette coupe met en effet en évidence la bande noire de crins entre les deux bandes claires, et met en valeur la puissance de l'encolure. Elle permet également de dégager le garrot et ainsi de ne gêner ni le harnachement du cheval, ni les doigts du cavalier. Cette particularité contribue à renforcer l'apparence caractéristique du Fjord,.

### Tempérament et entretien

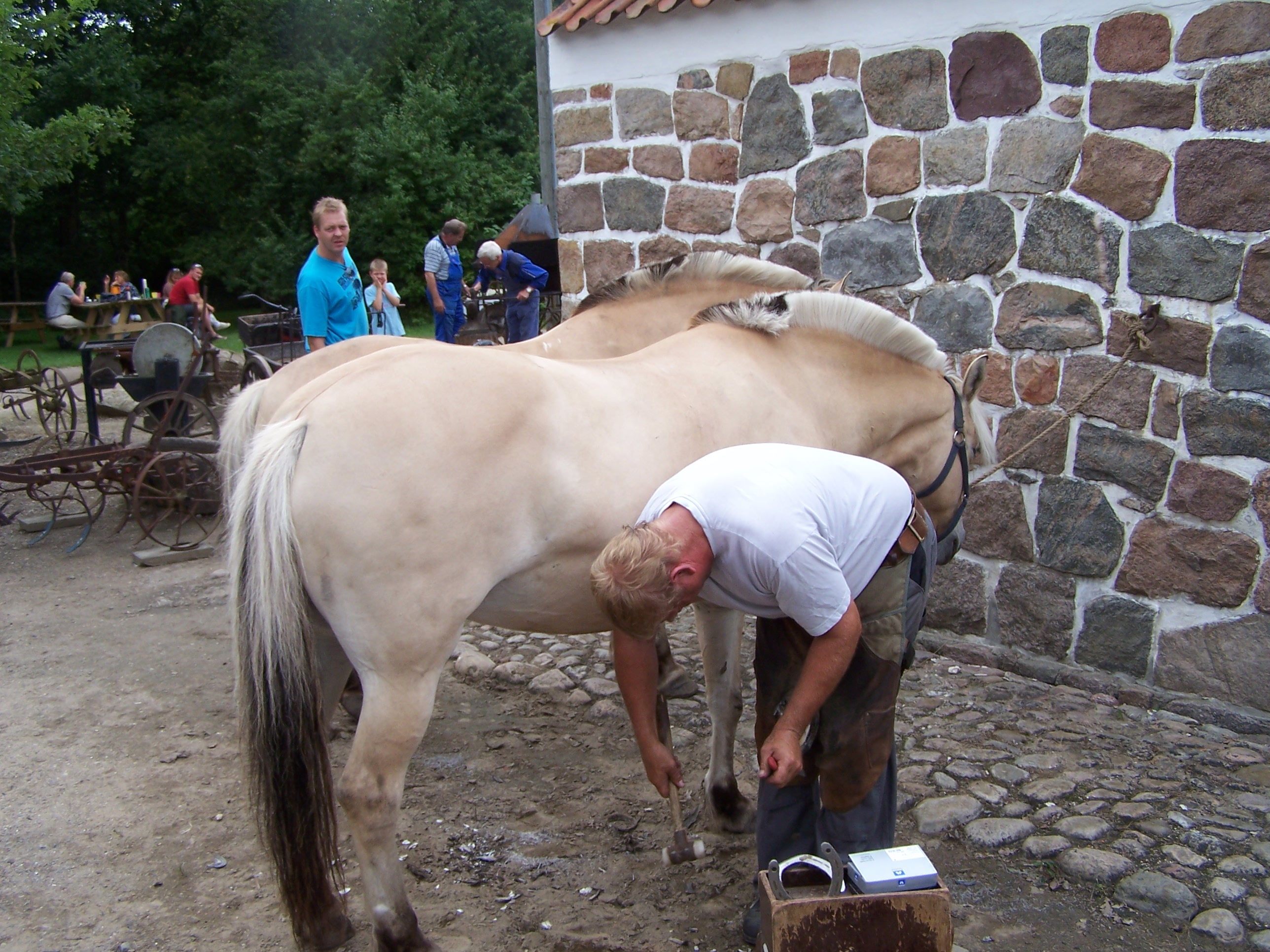
Ferrage d'un Fjord au musée de plein air de Nyvang, Danemark.

Le Fjord est un cheval courageux mais avec une personnalité affirmée, une idée répandue veut qu'il possède le caractère entêté typique des poneys. Lætitia Bataille affirme toutefois qu'il s'agit d'une légende, et qu'il n'est pas plus têtu que les autres races, étant même réputé pour son excellent tempérament. Il est également sociable, gentil et infatigable. Volontaire et résistant, il possède une grande espérance de vie. Il apprend vite et a une bonne capacité à retenir ce qu'il apprend, même après une longue période d'inactivité. Son tempérament équilibré en fait une monture très polyvalente.
Habitué aux climats rigoureux, le Fjord est très rustique et ses besoins sont faciles à satisfaire, tant en termes d'alimentation que de soins. Il est parfaitement adapté au sol accidenté de son pays d'origine, se contentant d'une nourriture rare parfois même composée de lichens arrachés au tronc des arbres et de débris de poisson. Les juments porteuses de canines chez les souches les plus anciennes de la race (juments dites bréhaignes) sont d’ailleurs, selon Lætitia Bataille, un possible reliquat de cette adaptation alimentaire. Corollaire, le Fjord est exposé au syndrome de Cushing équin et à la fourbure alimentaire si une nourriture trop riche lui est donnée. De plus, comme tous les animaux originaires des pays nordiques, il grossit très vite s'il est trop nourri.

### Sélection
Dès les débuts du stud-book, des classes séparées ont été créées pour les juments et les étalons, par ordre de mérite. Les chevaux sont toujours classés sur leur mérite, acceptés (pour les juments) ou licenciés (étalons). L'évaluation est basée sur le standard de la race. L'orientation actuelle de l'élevage, en particulier en dehors de la Norvège, est de s'éloigner du modèle « trait » pour se rapprocher d'un modèle « selle » plus recherché. Cette recherche est particulièrement présente aux Pays-Bas, où les chevaux sont testés attelés, mais aussi sous la selle, en dressage et saut d'obstacles. L'Allemagne a également orienté son élevage Fjord vers un modèle « poney de selle ». Mais la tendance actuelle est de revenir vers le type originel : le calme et le flegme caractéristiques de la race manquent en effet à la nouvelle génération. Fjord Horse International et Norsk Hestesenter recommandent de maintenir les robes et les marques typiques de la race, tout en recherchant la polyvalence d'un cheval fonctionnel, et le modèle « athlétique ». FHI édite le règlement international officiel conseillé pour les juges de la race. En France, avant la généralisation de la puce électronique en 2003, les Fjords conformes au standard étaient marqués au fer rouge sur la cuisse, avec une croix de saint André et un numéro. L'un des buts de Norges Fjordhestlag est de parvenir à créer une réglementation internationale pour la sélection de la race
Il n'est plus rare de voir, dans les pays nordiques, des Fjords de grande taille montés en compétition de dressage. D'après Lætitia Bataille, cette orientation illogique liée à la recherche de la polyvalence présente un risque de destruction du type traditionnel de la race : « Le Fjord n'est pas réellement polyvalent et ce serait une erreur de vouloir absolument qu'il le soit ».
Une étude effectuée sur la population de chevaux Fjord d'Amérique du Nord révèle une bonne diversité génétique. Avec 3,2 % de coefficient de consanguinité sur 6 générations, le Fjord a vu celle-ci augmenter jusqu'en 1983, puis diminuer. Depuis fin 2009, la consanguinité est stable. Ce résultat indique que la sélection imposée par le registre américain de la race a permis de la réduire.

## Utilisations

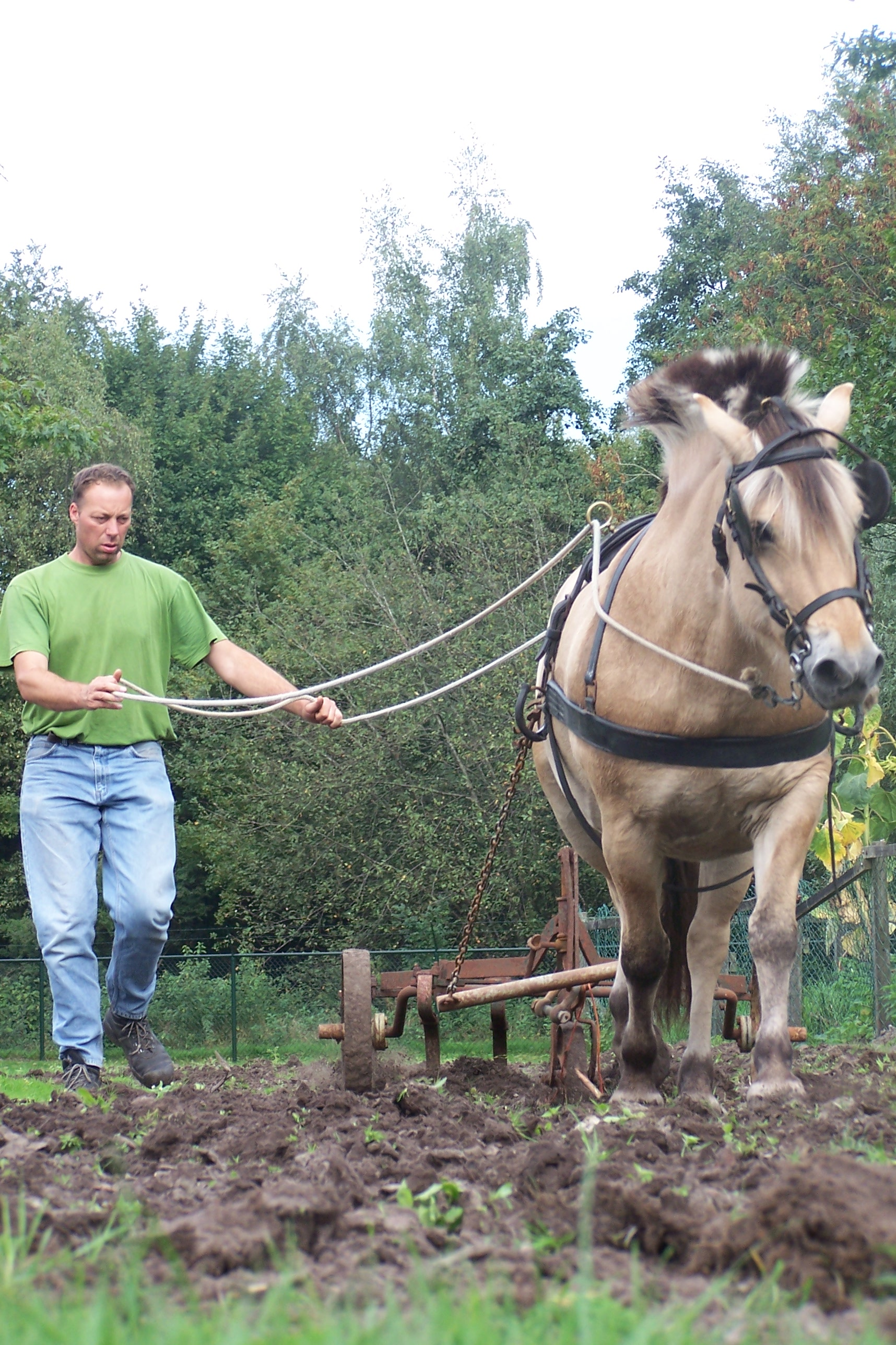
Jument Fjord mise au travail agricole.

Grâce à ses qualités d'endurance et à son tempérament généralement placide, le Fjord est un cheval très polyvalent, capable d'être monté ou attelé au travail comme en sport et en loisir. Malgré sa taille modeste, il est capable de porter sans peine un adolescent ou un homme adulte, et de tirer de lourdes charges,. En revanche, il est plutôt déconseillé pour les enfants, sa courte encolure massive le rendant difficile à gérer pour les plus jeunes. Sa grande rusticité lui permet aussi d'être employé avec succès à l'état semi-sauvage pour l'entretien des zones herbagères.

### Agricole et forestière
Les sports équestres ne sont pas encore très répandus en Norvège et le positionnement actuel de l'élevage s'y situe toujours dans le domaine agricole et forestier. Dans certaines régions, le débardage est encore pratiqué avec des chevaux Fjord, quelques contrées montagneuses ne permettant pas l'utilisation d'engins agricoles. Utilisé depuis des siècles comme cheval de trait et de bât, le Fjord est encore un cheval de trait pour les travaux agricoles tels que le maraîchage et les travaux forestiers du type débusquage et débardage léger,.

### Sports et loisirs
Le Fjord fait aussi une excellente monture. Il est utilisé en équitation comme cheval de selle pour l'apprentissage (en Norvège, il est le cheval le plus employé à cet usage), la randonnée (tourisme équestre), et comme cheval d'attelage,,, qui forme d’ailleurs sa discipline de prédilection grâce à son calme, sa générosité et ses allures vives. L'unité de sa robe est l'un des critères les plus appréciés, permettant de composer des équipages homogènes. Il est toutefois limité en compétition par ses allures plutôt raccourcies. L'équipe représentant la Norvège en concours d'attelage poney a toujours été composée de purs Fjords.
En France, il est surtout connu comme un cheval de loisir polyvalent, capable de s'essayer à la compétition. Son pied sûr (héritage de ses origines montagnardes) en fait une bonne monture pour l'initiation à la voltige. Des Fjords commencent aussi à se distinguer dans des compétitions de TREC. Il peut pratiquer le CCE, le CSO (grâce à la puissance de ses jarrets), ainsi que l'endurance, mais pas à haut niveau,. C'est un cheval privilégié pour l’hippothérapie (particulièrement en Norvège) en raison de son tempérament calme. En France, une randonnée nommée la route du sel a été créée en 2001, autour du cheval Fjord, pour rendre hommage aux Vikings du IXe siècle qui ramassaient le sel de Charente. Elle se conclut sur une baignade traditionnelle des chevaux à l'Île Madame.

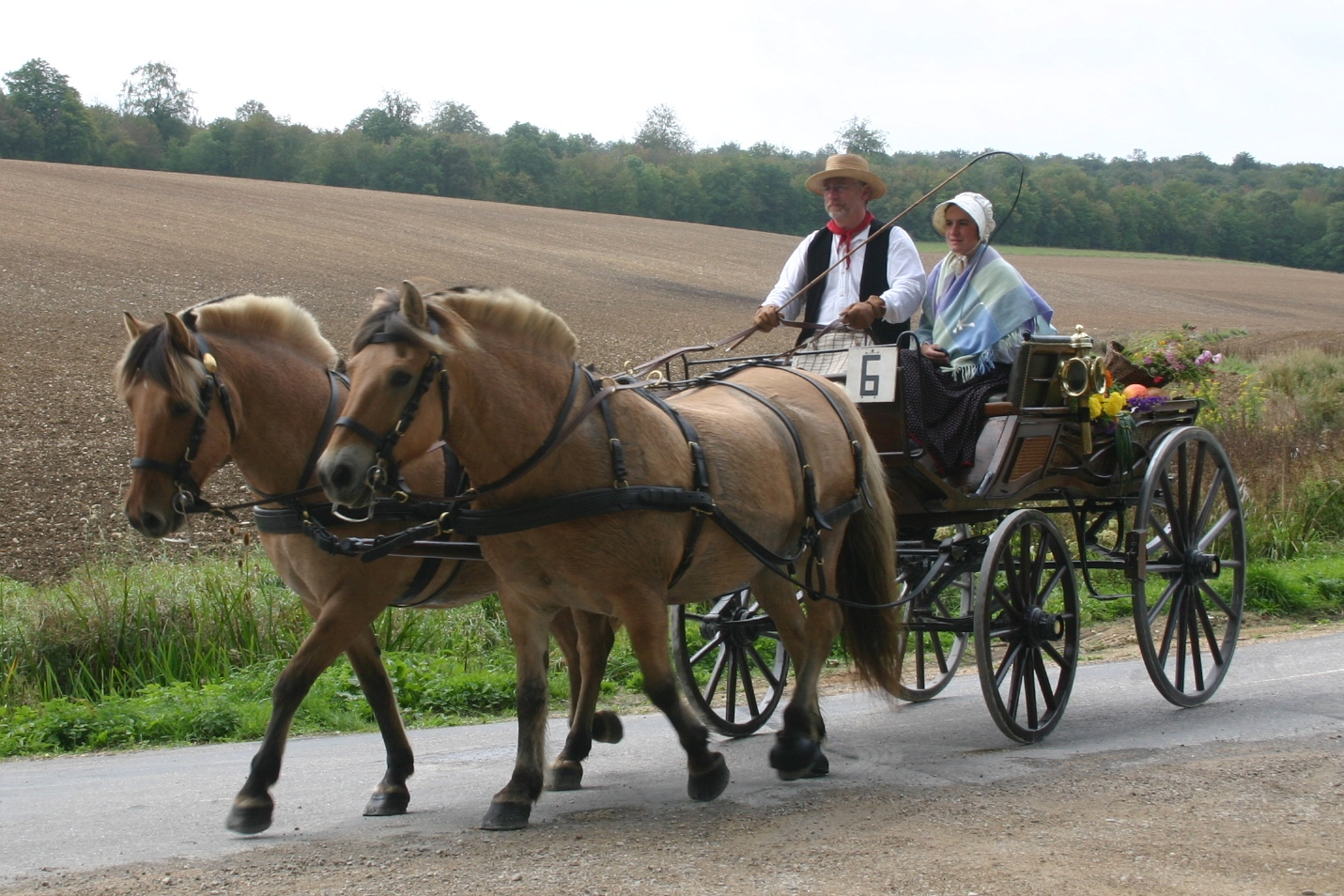
Chevaux Fjord attelés en paire.
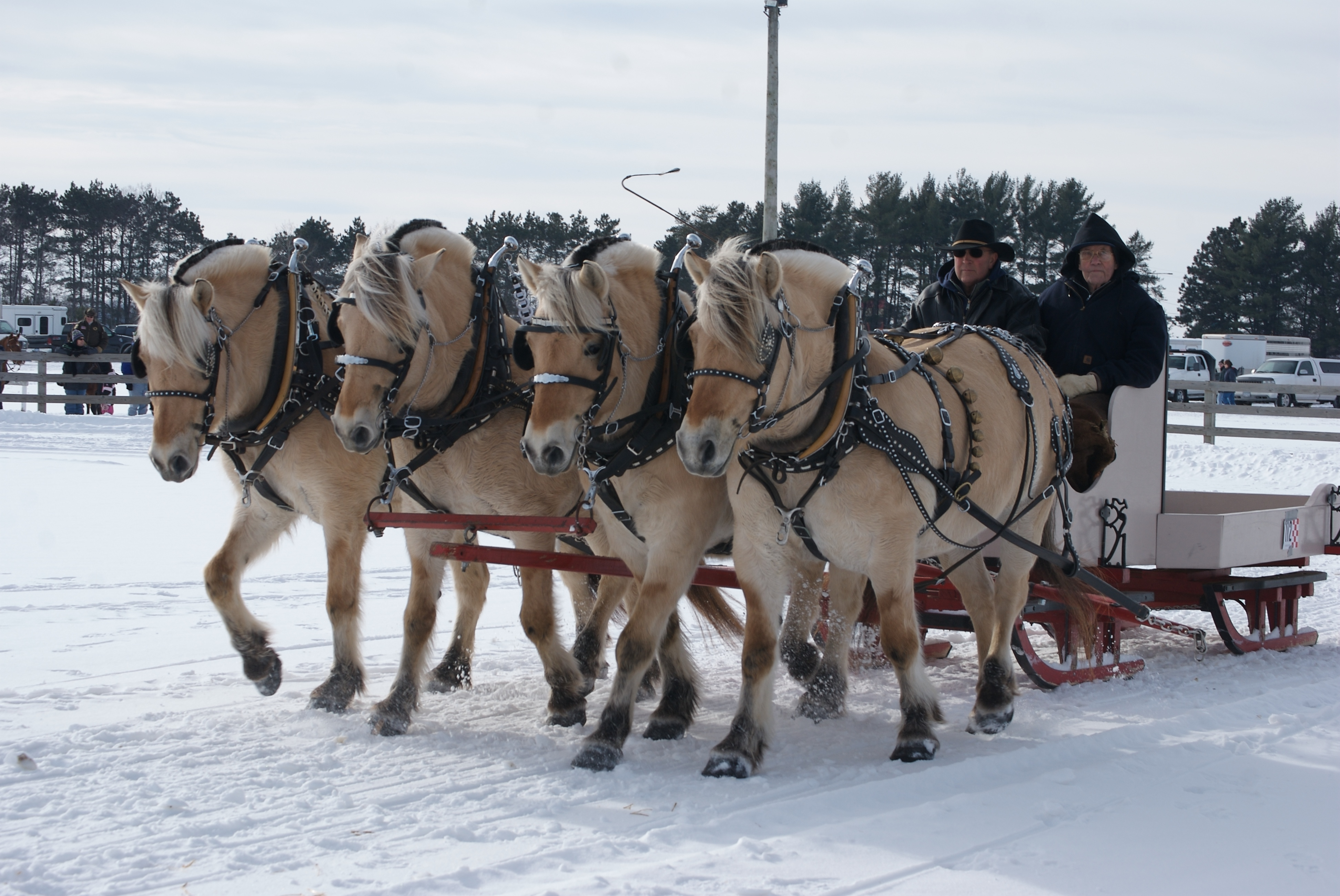
Groupe de quatre Fjords attelés de front à un traîneau.
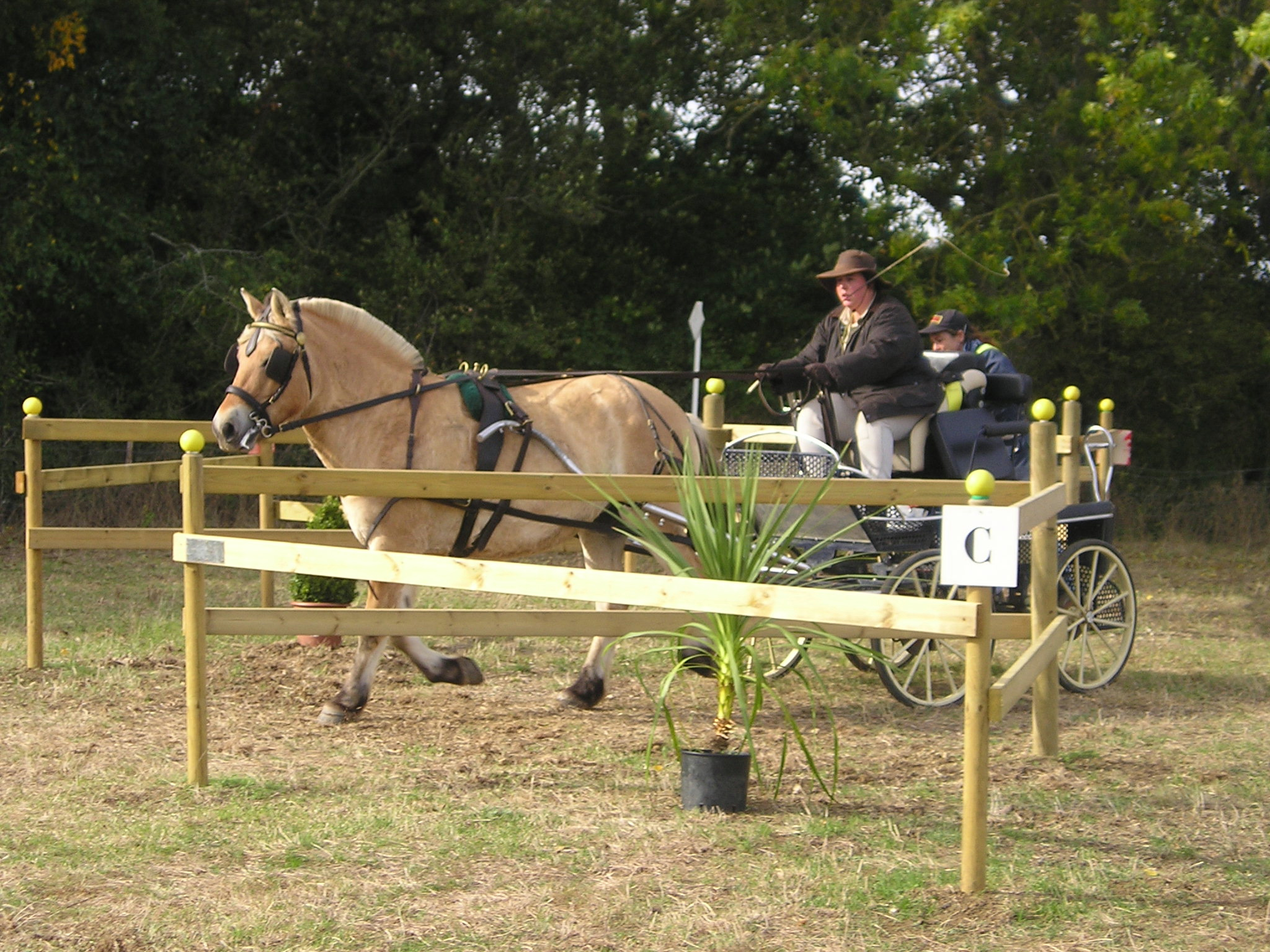
Fjord en TREC attelé.
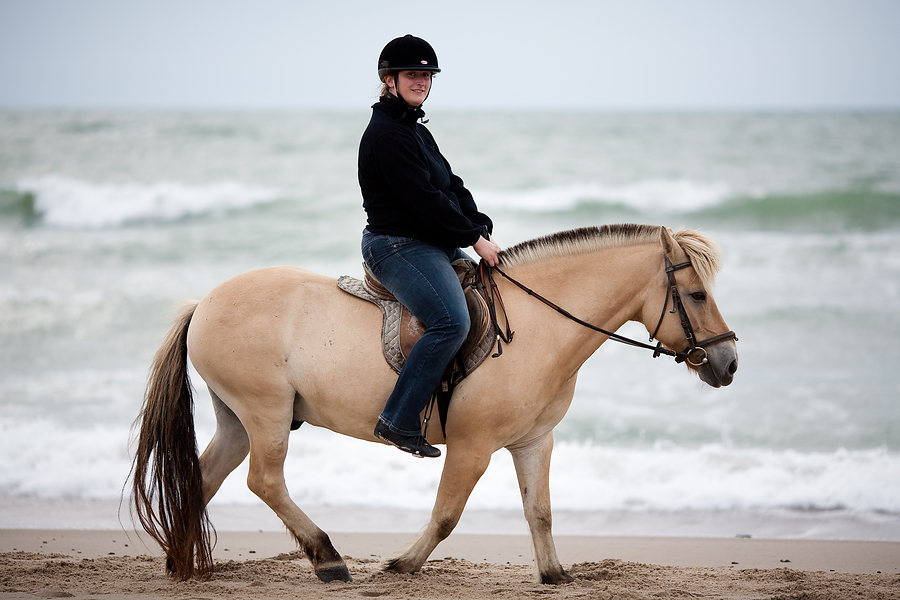
Fjord monté en loisir au Danemark.

### Croisements

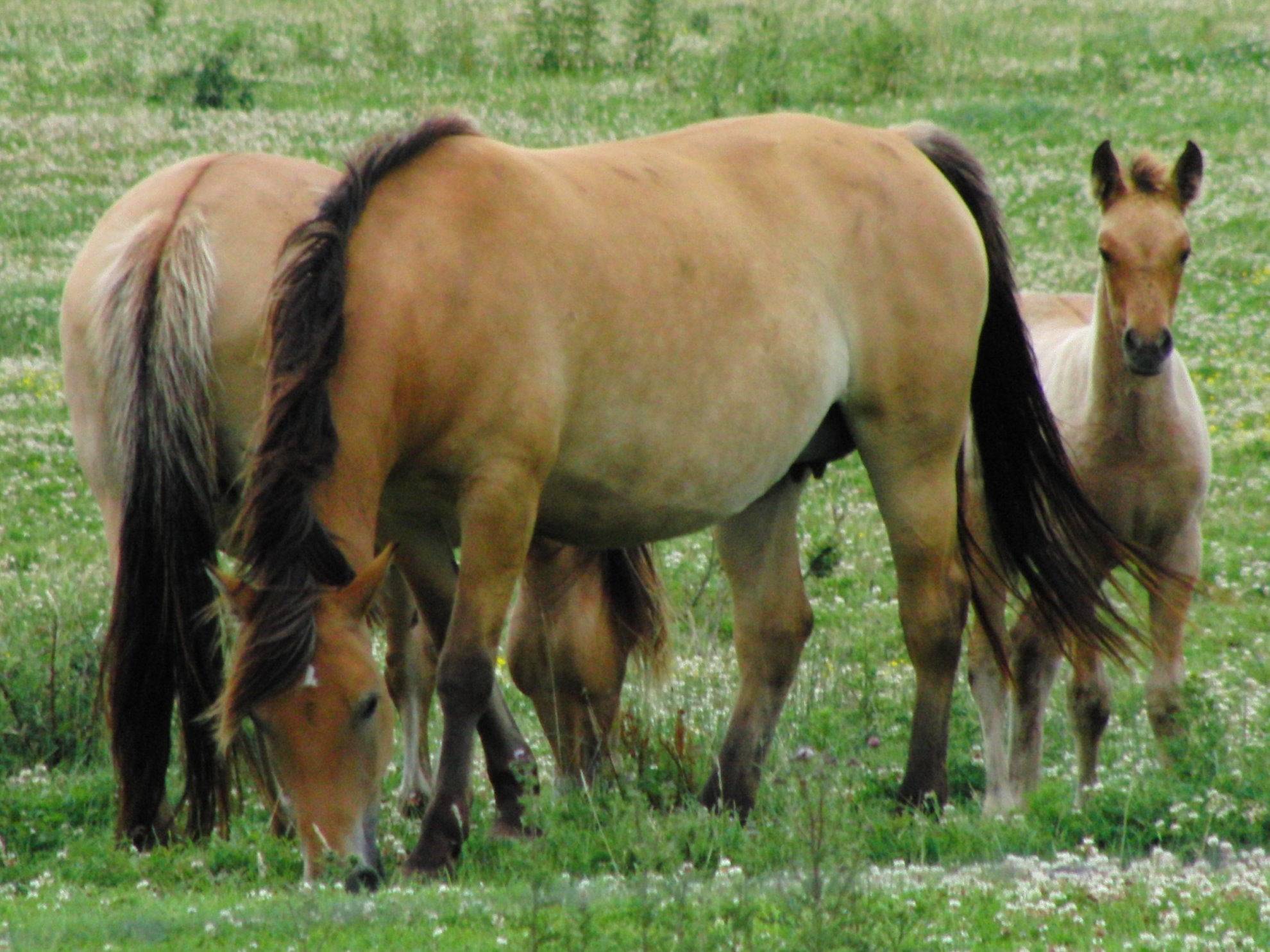
Poulinières Henson et poulain en baie de Somme.

Divers croisements ont été tentés avec des résultats variables, les caractéristiques du Fjord étant souvent prédominantes. Le Henson est né en France dans les années 1970, en baie de Somme, avec l'objectif d'obtenir un cheval de loisir, qui serait rustique et polyvalent. À cette fin, des chevaux Fjord ont été croisés avec des chevaux de selle pour obtenir un cheval ayant les qualités de ses deux parents. Du Fjord, le Henson tient ainsi sa rusticité, sa robe uniforme, son aptitude à l'attelage et à l'équitation d'extérieur. Le standard de la race (reconnue en 2003) exige entre 25 et 50 % de sang Fjord.

## Diffusion de l'élevage

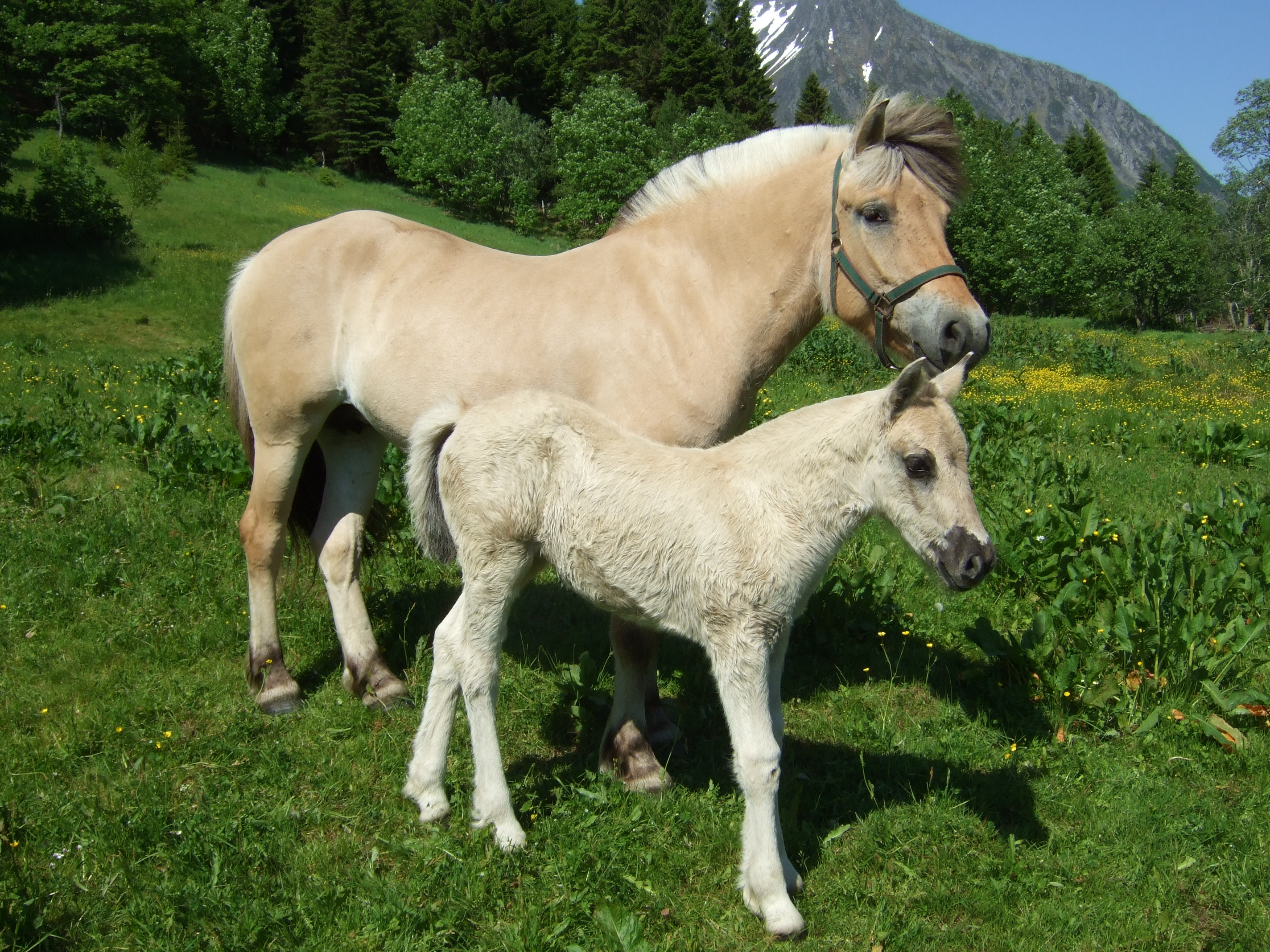
Jument Fjord et son poulain à Ørsta, en Norvège.

Le Fjord est considéré comme une race transfrontière à diffusion internationale, présente dans 11 pays en 2010.
Du berceau de la race situé dans le Sud-Ouest de la Norvège, le Fjord s'est développé sur l'ensemble du pays pour s’étendre ensuite dans toute l'Europe du Nord. Cette diffusion est pour beaucoup due à sa beauté et à son look unique, ainsi qu'à sa polyvalence, qui en fait un cheval à la mode. Le Fjord est présent en Allemagne, en Grande-Bretagne, aux États-Unis, en France et en Australie. Le cheptel international s'estime autour de 40 000 chevaux en 2012. Du fait de cette vaste répartition, l'association Fjord Horse International rassemble les éleveurs et passionnés de Fjords dans six pays : Norvège, Suède, Suisse, Belgique, Allemagne et Pays-Bas. Par ailleurs, l'ouvrage Equine Science (4e édition de 2012) le classe parmi les races de chevaux de selle connues au niveau international.

### En Norvège
En Norvège, la principale association de race est la Norges Fjordhestlag (NFL). Fondée en 1949, elle travaille à la sélection et à l'utilisation du cheval Fjord dans le pays. Reconnue par le ministère de l'agriculture norvégien comme association nationale, elle cherche à réunir tous ceux qui ont un intérêt pour la race, et les encourage à travailler ensemble pour le bien du Fjord. La NFL regroupe environ 1 300 membres et publie tous les trimestres un magazine consacré à ce cheval,. Le Fjord est essentiellement élevé en amateur dans son pays d'origine. La Convention européenne pour l'élevage a reconnu la Norvège comme pays d'origine de la race, ce qui la rend responsable de l'avenir de ces chevaux. Nordfjordeid, région très touristique, rassemble naturellement le plus grand nombre d'élevages du pays. On y trouve aussi le Norsk Fjordhestsenter (Centre du cheval Fjord).
Dans les campagnes, ce cheval est surtout un symbole et de nombreux ruraux en possèdent un chez eux. L'effectif de la race est estimé à 5 000 chevaux. Chaque année depuis 1986 est organisé un championnat national du Fjord. La NFL est l'un des fondateurs du Norsk Hestesenter (Centre norvégien du cheval Fjord), qui est responsable de la tenue du stud-book et de l'évaluation des chevaux.

### En Allemagne

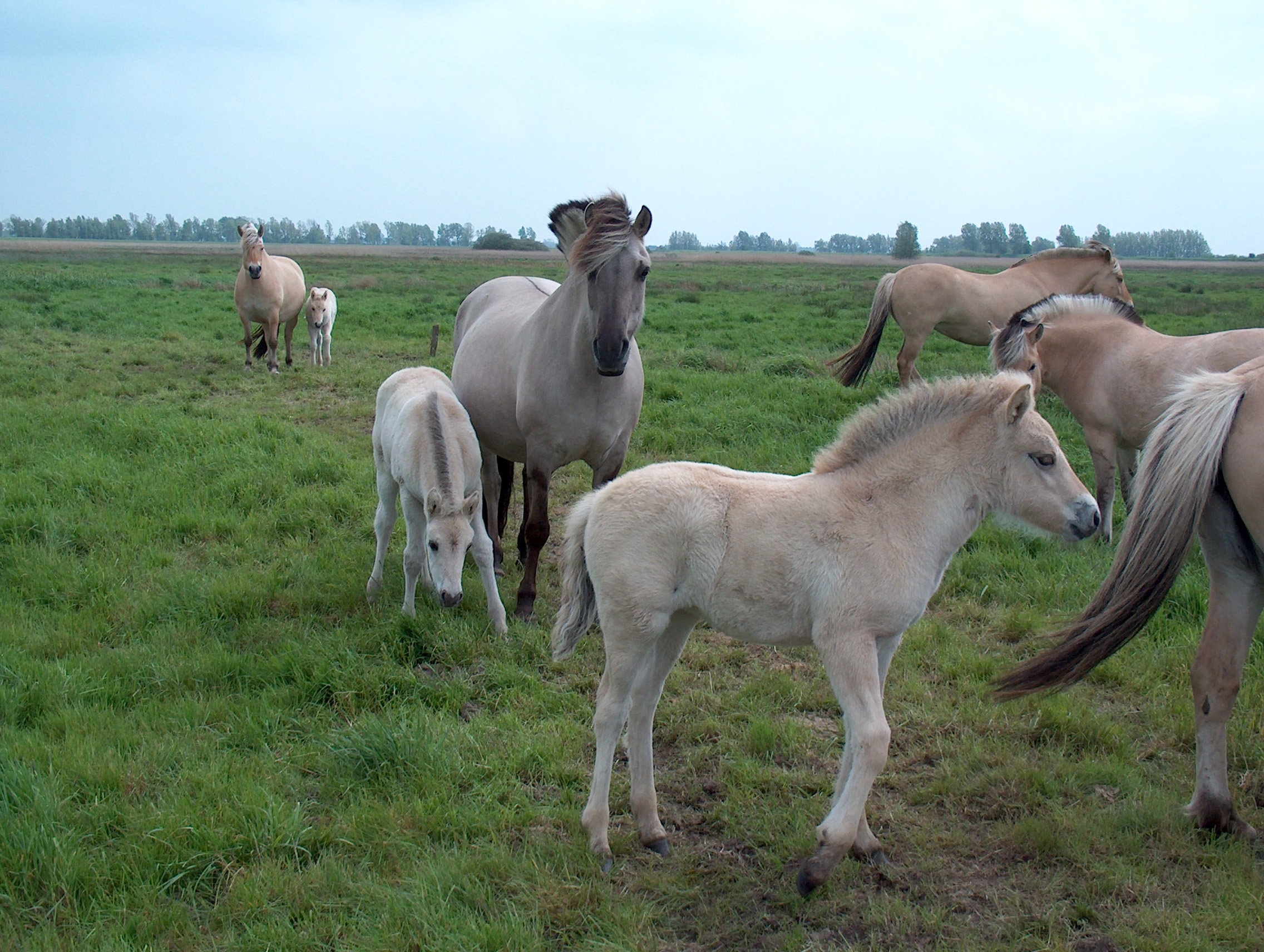
Groupe de Fjord en Allemagne.

En dehors de la Norvège, c'est en Allemagne que la race est la mieux implantée et rencontre le plus de succès. Les Allemands apprécient sa robe originale, sa rusticité et son caractère calme. L'association nationale de la race se nomme Interessengemeinschaft Fjordpferd. Fondée en 1974, elle a pour objectif de rassembler tous les passionnés du cheval Fjord dans une communauté d'intérêt, qu'ils soient ruraux ou urbains, ce qui représente près de 2 300 membres. En 2000, Fjord Horse International comptabilise 122 étalons actifs, 1 463 juments poulinières et 329 naissances de poulains. En 2006, l'Allemagne compte 28 735 poulinières poney, dont 4,1 % sont Fjord, soit 1 178 juments Fjord.

### En France

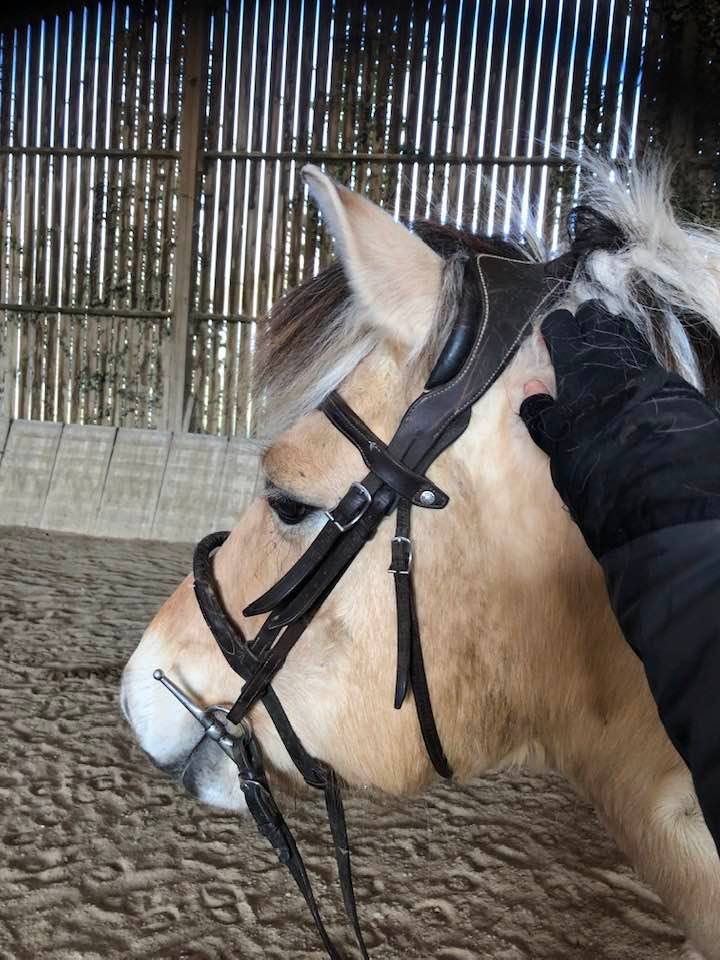
Cheval Fjord dans une ferme équestre de Bretagne, en France.

En 1969, le Fjord a atteint la France et s'y est développé avec succès. L’Association française du Cheval Fjord (AFCF) est chargée de fédérer, représenter, aider et accompagner les éleveurs de chevaux Fjord, mais également et surtout de promouvoir la race. L'élevage s'est tout d'abord développé en Alsace,, puis s'est répandu en Lorraine, dans les Pays de la Loire, en Poitou-Charentes et en Midi-Pyrénées,. On trouve également une présence d'élevage dans la région Rhône-Alpes et dans le Nord de la Picardie (où est également élevé le Henson, issu de croisements avec le Fjord).
On dénombre environ 4 000 chevaux Fjord sur le territoire français et 105 éleveurs. En 2011, on recense 174 naissances Fjord ; 267 juments ont été saillies dont 194 juments pour reproduire en race pure. On compte également 54 étalons Fjord en activité cette même année.
| Année                          | 2000 | 2005 | 2006 | 2007 | 2008 | 2009 | 2010 | 2011 |
| ------------------------------ | ---- | ---- | ---- | ---- | ---- | ---- | ---- | ---- |
| Nombre de naissances en France | 258  | 248  | 213  | 209  | 196  | 203  | 182  | 174  |

### Dans le reste du monde

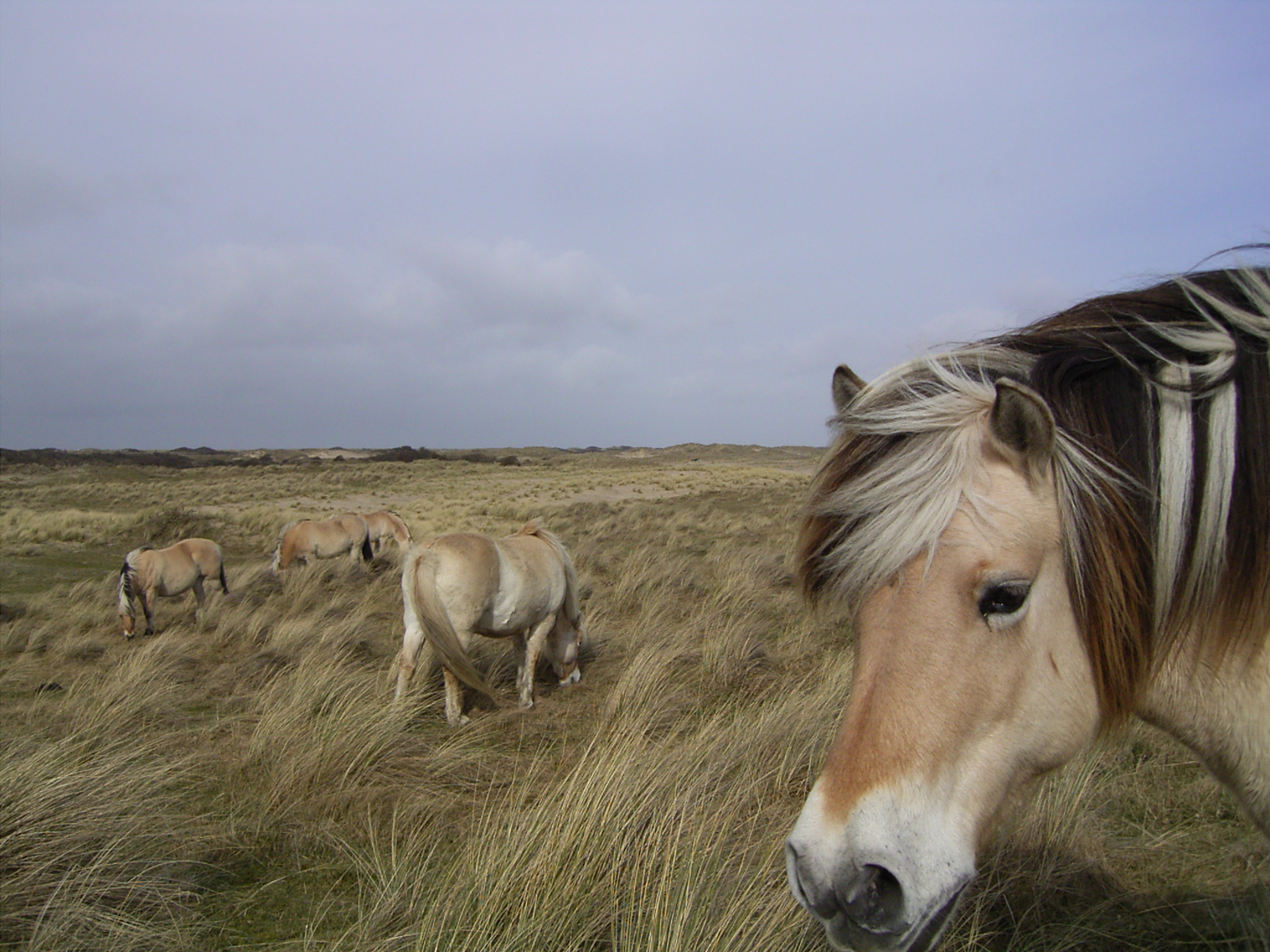
Chevaux Fjord dans une réserve naturelle aux Pays-Bas.

La zone d'élevage du Fjord s'est étendue de la Norvège aux pays d'Europe du Nord, à savoir la Suède où l'association nationale de la race a vingt antennes régionales implantées dans 20 haras d'état et édite aussi un magazine trimestriel, Lill-Blakken, la Finlande, le Danemark, les Pays-Bas et le Luxembourg, la Belgique, mais aussi la Suisse. Ces pays ont des associations de race officiellement reconnues avec leur propre stud-book, mais la race est également présente dans de nombreux pays éloignés de son aire d'origine. On trouve des élevages de chevaux Fjord en Grande-Bretagne, en Australie, au Canada et aux États-Unis, où la plupart des élevages se sont implantés dans les états du Vermont, du Maine, de l'Illinois et du Wisconsin. En 2007, ces chevaux sont environ 500 dans toute l'Amérique du Nord. L'association américaine du Fjord n'enregistre que les animaux en race pure,.

## Impact culturel

Blason de Eid.

Blason de Gloppen.

Les Norvégiens (en particulier ceux du Vestlandet qui ont maintenu la race dans son type traditionnel) ont gardé une grande affection pour ce petit cheval, considéré comme un symbole national,,. Le Fjord est également l'une des rares races de chevaux que les néophytes reconnaissent sans peine.
L'animal symbole officiel de la Norvège est le lion (qui n'a pas de réel rapport avec l'histoire du pays), mais le Fjord est depuis longtemps proposé en remplacement. Il a accompagné le peuple norvégien dans toute son histoire, fait partie de la famille, est courageux, enfin les enfants apprennent à monter avec lui.
Le Fjord figure comme charge sur le blason des villes de Nordfjord, Gloppen (officialisé en 1986) et Eid. Gloppen a d'ailleurs lancé pour 2006, avec le Nordfjord folkemuseum, un projet de reconnaissance du cheval Fjord comme trésor culturel.
« Herfra går han stundom ud på hærgende færd, hvis han da ikke rider på en norsk fjordhest med flere ben end Odins Sleipner ».
Ce petit cheval est cité dans de nombreux romans danois, comme Min kamp et Ude af verden de Karl Ove Knausgård, Den sommer og den eng (où les cheveux d'une petite fille rappellent la crinière du Fjord) et Magt og dragt de Hans Edvard Nørregård-Nielsen, et En tid de Knud Sørensen. Les ouvrages pour enfants provenant du même pays n'oublient pas ce petit cheval à la crinière si particulière,. Il est cité dans une revue d'art expérimental danois des années 1960, et même dans un témoignage de communication avec les animaux.
Le Fjord a en effet marqué le milieu de l'hippothérapie et de la communication animale. Une jument, Viola, née en 1986 en Norvège puis exportée aux États-Unis en 1988, donne naissance à dix poulains. Ses propriétaires remarquent son très fort instinct maternel et la confient au Minnesota Linking, Individuals, Nature and Critters, un centre de psychothérapie avec le cheval. Elle obtient un grand succès auprès de malades séduits par son apparence originale et sa gentillesse. Son exploit le plus connu est d'avoir permis à une jeune fille violente et traumatisée de s'ouvrir au monde, via une véritable « transformation ».
La mascotte des jeunes lecteurs de Cheval Magazine (la section Poney magazine) est un Fjord nommé Galopin, associé au manchot Ping-pong. Tous deux sont nés de l'imagination de l'illustratrice Sylviane Gangloff. Leurs aventures sont d'abord déclinées sous forme de mini-BD et de leçons pour passer les Galops chaque mois, puis ils accèdent à leur propre revue, Galopin, à destination des plus jeunes. Il existe également un livre de leçons pour réviser les Galops avec Galopin. Plusieurs Fjord font aussi leur apparition dans le film de Disney La Reine des neiges.